# アイカツフレンズ!
『アイカツフレンズ！』（Aikatsu Friends!）は、日本のトレーディングカードアーケードゲーム、およびそれを基にしたテレビアニメ。

## 概要
「友達と一緒にアイカツ！」をコンセプトとした、バンダイナムコピクチャーズとバンダイによるクロスメディア作品『アイカツ!』第3のタイトルシリーズ。2018年4月5日よりデータカードダスとテレビアニメを、同月よりバンダイナムコアミューズメント運営の「アイカツ！オフィシャルショップ」を展開している。
前作までキャラクターの声優と歌唱担当が別々に配役されていたが、本作では担当声優が歌唱も兼任し、シリーズ初の女性声優ユニット『BEST FRIENDS!』が結成される。また、2017年9月に行われた「第1回 次世代声優☆ミラクルオーディション」受賞者（松永あかね、二ノ宮ゆい）ならびに2018年9月より10月にかけて行われた「アイカツフレンズ！ミラクル声優オーディション〜明日に向かってどーんとコイ☆〜」受賞者（逢来りん）は本作が声優デビュー作となる。
第1期では二人組のユニット編成でトップアイドルの称号「ダイヤモンドフレンズ」を目指すストーリーが、第2期・かがやきのジュエルでは「ジュエリングドレス」を巡るストーリーが描かれた。
2019年10月3日～2020年3月まで、シリーズ第4作『アイカツオンパレード!』を放送した。こちらは本作の世界観を基にしたクロスオーバー作品として展開された。

## 登場人物

### 主要人物
この節では、データカードダス版で使用可能なキャラクターを「主要人物」として扱う。

#### Pure Palette（ピュア パレット）
友希 あいね（ゆうき あいね）
声 - 松永あかね
【血液型 - O型 / 誕生日 - 7月20日 / 好きなもの - 動物、ペンギン、トマトバジルチーズサンド、家族 / 特技 - 音楽、人と仲良くなる、おしゃべり / 属性 - キュート / 使用ブランド - Sugar Melody(シュガーメロディ)】
本作の主人公の1人。スターハーモニー学園に通う中学2年生（第1部）→高校1年生（第2部）。黄色のグラデーションがかかった桃色のロングヘアで、ふわっとした水色のリボンがトレードマーク。瞳の色はアンバー。イメージカラーはピンク。好きなものは動物、ペンギン、トマトバジルチーズサンド、家族。苦手なものは涙。特技は音楽、人と仲良くなること、おしゃべりで、友達作りが大得意。「どーんとコイ☆」が口癖。趣味は家庭菜園で野菜や果物を育てること。5人兄弟姉妹の次女で真ん中で、実家はペンギンカフェという喫茶店を経営している。
1年生の時は主要人物で唯一の普通科所属でアイドルにも興味がなかったが、喫茶店の仕事の手伝いで差し入れを持っていった際にみおと出会い、みおからフレンズ（ユニット）を組むことを提案されアイカツ！をするうちにアイドルに興味を持っていった。みおとの初ステージの後にこれからもアイカツ！をしないかと誘われ、2年生からアイドル科に転入。人気アイドルであるみおの並外れたプロ意識を尊敬しつつ、自身はファンやドレスも友達のうちと考え、ファン達との交流を積極的に展開している。
高等部に進学するとそれまでの髪型をさらに伸ばし、トレードマークのカチューシャからリボンクリップに変えている。
アニメ2期第54話では後輩であるわかばの下で奮闘する自らに原石が舞い込み、ステージではその原石がダイヤモンドのジュエリングドレスに変化した。
湊 みお（みなと みお）
声 - 木戸衣吹
【血液型 - A型 / 誕生日 - 1月6日 / 好きなもの - 図鑑、サンドイッチ（特にトマトバジルチーズサンド） / 特技 - 食レポ、デザイン / 属性 - クール / 使用ブランド - MATERIAL COLOR(マテリアルカラー)】
本作の主人公の1人。アイドル科に所属。スターハーモニー学園に通う中学2年生（第1部）→高校1年生（第2部）。紫色のグラデーションがかかった水色のボブヘアーの一部を編み込んでハーフアップにした髪型をしていて、星型のヘアピンで前髪を留めている。瞳の色はパープル。イメージカラーはブルー。好きなものは図鑑、辞書、サンドイッチで、特にトマトバジルチーズサンドが大好物。趣味はカフェ巡り。特技は食レポ、デザイン。一方で虫は苦手なようで、カナブンに遭遇した際はデザインに取り込めないかと気になりつつもあいねの後ろに隠れていた。
小学生の頃から人気アイドルとして活躍しており、「アイカツ！スタイルタイムズ」の看板モデルも務めている。また、ファッションセンスが抜群によく、自身のブランド『MATERIAL COLOR』のデザイナー兼ミューズも務めている。しかし、アイドル科の中では「近寄りがたい雰囲気がある」などと評され、どちらかというと孤立気味で、あいねと出会うまでは本当の友達と言える仲間はいなかった。イベントに出場するために必要なフレンズを組む相手が決まらず悩んでいた時にあいねと出会い、あいねに一緒にアイカツ！をしないかと誘って彼女がアイドル科に転入するきっかけを作った。以来、自分のパートナーはあいねしかいないと思い詰めるも、あいねにとっては自分は大勢の友達の1人に過ぎないという現実に悩み、あいねからOKの返事をもらえるまでは絶えず不安を抱いていた。
自宅は高級マンションの一室だが、両親は多忙で滅多に帰らないらしく、実質的には一人暮らしである。
アニメ2期第52話ではひびきがかつて励んでいた「スペースアイカツ！（＝スペカツ）」に挑戦する自らに原石が舞い込み、ステージではその原石がサファイアのジュエリングドレスに変化した。

#### Honey Cat（ハニーキャット）
蝶乃 舞花（ちょうの まいか）
声 - 美山加恋
【血液型 - O型 / 誕生日 - 8月8日 / 好きなもの - お祭り、団子 / 特技 - ダンス、ボクササイズ / 属性 - セクシー / 使用ブランド - Dancing Mirage(ダンシングミラージュ)】
アイドル科に所属。スターハーモニー学園に通う中学2年生（第1部）→高校1年生（第2部）。Dancing Mirageのブランドミューズを務める。赤紫色のウェーブしたロングヘアの向かって左側の側頭部の髪をお団子状にまとめた髪型をしていて、お団子から金色の蝶を模した髪飾りを垂らしている。瞳の色はブルーで、明るい部分はピンク色になっている。イメージカラーはパープル。キレのあるダンスが武器。見た目も大人っぽく凛としているが少し天然で、小さい頃から祭りやダンスに夢中でアツくなるタイプ。お祭りのことを「フェス」と呼んでいる。
高等部に進学するとシュシュを着け、より大人っぽいスタイルになった。
日向 エマ（ひなた えま）
声 - 二ノ宮ゆい
【血液型 - B型 / 誕生日 - 3月21日 / 好きなもの - キャンプ、スニーカー / 特技 - ラクロス / 属性 - ポップ / 使用ブランド - COLOFUL SHAKE(カラフルシェイク)】
アイドル科に所属。スターハーモニー学園に通う中学3年生（第1部）→高校2年生（第2部）。見た目は能天気なイメージだが、実は意外に勘が鋭く、周りへの気配りが得意な面倒見のいいお姉さん。腰まである黄色のツインテールが特徴。両耳に紫色のピアスを着けている。瞳の色はグリーン。イメージカラーはイエロー。苦手なものは読書、図書館。また、機械の操作も苦手で、デジタル機器を使ったデザイン画の作製はできず、衣装のデザイン画はもっぱら手描きで作っている。特技はラクロスで、その実力は日本代表候補に選ばれるほど。このようにアイドルとスポーツ選手を兼ねているため、普通の女子よりもカロリーの消費量が多く、普段から食事の内容に人一倍気を使っているみおや舞花とは対照的に大食いである。歌唱力やリズム感があり、楽器の演奏もできるが、見えないところでの努力は惜しまない。口癖の「りょ！」や、別れを告げる際の「じゃねばーい☆」など特徴的な語句を交えて話す。

#### Reflect Moon（リフレクトムーン）
白百合 さくや（しらゆり さくや）
声 - 陶山恵実里
【血液型 - AB型 / 誕生日 - 6月9日 / 好きなもの - 歌、芝居、観劇 / 特技 - 占い、バレエ、どこでも寝られる / 属性 - クール / 使用ブランド - Luna Witch(ルナウィッチ)】
かぐやの姉。月夜乃学園に通う中学2年生だったが、第2部ではスターハーモニー学園高等部へ転入した高校1年生。紺色のグラデーションがかかった銀色のウェーブヘアに、白いユリの付いた黒いヘッドドレスを着けており、月の満ち欠けを模したような前髪が特徴。瞳の色は赤紫色。イメージカラーはネイビー。占い師をやっており、自身が運営している占いサイト『月の裏側』はよく当たると評判。月からやって来たと自称している。引っ込み思案で人見知りな面もあるが、演技は堂々としており、見ている人たちを引き込む魅力がある。
白百合 かぐや（しらゆり かぐや）
声 - 桑原由気
【血液型 - AB型 / 誕生日 - 6月9日 / 好きなもの - 歌、姉 / 特技 - バレエ / 属性 - クール / 使用ブランド - Moon Maiden(ムーンメイデン)】
さくやのの妹。さくや同様、月夜乃学園に通う中学2年生だったが、第2部ではスターハーモニー学園高等部へ転入した高校1年生。銀色のグラデーションがかかった紺色のウェーブヘアで、さくやとは配色が上下対称になっている。瞳の色もさくやと同じ赤紫色。側頭部の両側に紫色のリボンを着けていたが、スターハーモニー学園高等部に転入すると、ダークレッドのリボンに変えていた。イメージカラーはラベンダー。趣味は天体観測。苦手なものは占い、バジル、自動ドア（開かないから）。心の底からさくやを尊敬していて、さくやのことを「さくやお姉さま」と呼称している。普段はクールに振舞っているが、月からやってきたことを設定と口走ってしまうなどドジなところが多く、なんでも完璧にこなすさくやと自分を比較してコンプレックスに陥っていた時期もあった。
アニメ2期第71話でカレンがニューヨークで設立したアイドル総合学園への留学を決意する。最終話のエンディングでさくやや針生と別れ、ニューヨークへと旅立ったが、『アイカツオンパレード!』では一時帰国している。

#### Love Me Tear（ラブミーティア）
神城 カレン（かみしろ かれん）
声 - 田所あずさ
【血液型 - B型 / 誕生日 - 10月4日 / 好きなもの - 料理、せんべい / 特技 - 弓道、華道、茶道 / 属性 - キュート / 使用ブランド - Classical Ange(クラシカルアンジェ)】
スターハーモニー学園に通う高校2年生。第2期では卒業生となっている。髪型は腰まである金色のロングヘアの頭頂部を高く結い上げたゴージャスなハーフアップで、赤いリボンを着けている。瞳の色はブルー。イメージカラーはゴールド。苦手なものは毛虫、椎茸。幼いころから英才教育を受けてきた超一流のお嬢様。柔道や剣道、書道も嗜んでおり、柔道においては、「新時代の柔」と謳われるほどであった。最近は和菓子作りの道を学んでいる。
アリシアとは昔からの知り合いで、彼女の相談によく乗っている。
アニメ2期第63話でアクアマリンのジュエリングドレスを初披露した。
データカードダス版では中学生時代の姿も登場。この時は髪型をポニーテールにしていた。
明日香 ミライ（あすか みらい）
声 - 大橋彩香
【血液型 - A型 / 誕生日 - 5月9日 / 好きなもの - スイーツ、ポップコーン / 特技 - ゴルフ / 属性 - ポップ / 使用ブランド - Milky Joker(ミルキージョーカー)】
スターハーモニー学園に通う高校2年生。第2期では卒業生となっている。赤い髪の側頭部を編み込み、低い位置で結ったツインテールを黄色のリボンで結んでいる。瞳の色はエメラルドグリーンで、明るい部分はピンク色になっている。イメージカラーはレッド。苦手な物はコーヒー。趣味はカメラで写真を撮ることで、撮った写真はトモスタグラムにアップしている。カリスマファッションリーダーで流行に敏感で、SNS大好きなキラキラ女子。常に自分らしさや新しさを追求する努力家でもあり、アイカツ！にまっすぐな姿はまさにアイドルの鑑。
ひびきとはライバル関係で、会うたびに勝負を仕掛けてくる。
アニメ2期第59話でガーネットのジュエリングドレスを初披露した。
データカードダス版では中学生の姿も登場。この時は現在より高い位置でツインテールを結っていた。

#### I Believe（アイビリーブ）
天翔 ひびき（てんしょう ひびき）
声 - 日笠陽子
【血液型 - B型 / 誕生日 - 5月25日 / 好きなもの - コーラ / 特技 - 楽器を奏でること、歌うこと / 属性 - セクシー / 使用ブランド - Heavenly Perfume(ヘブンリーパフューム)】
高校生となったあいねとみおの前に突然空から舞い降りてきた『スペースアイドル』。オレンジ色のグラデーションが掛かった赤いロングヘアで、ティアラ風の髪飾りを着けている。瞳の色も赤色。イメージカラーはルビーレッド。番組などの出演ではスペカツをショー仕立てにアレンジするなど一風変わっている。スペカツの最後の日、宇宙を漂っていた自らに1つの原石が舞い込み、ステージではその原石がルビーのジュエリングドレスに変化した。
ミライとはライバル関係で、会うたびに勝負を仕掛けてくる。
アリシア シャーロット
声 - 大西沙織
【血液型 - A型 / 誕生日 - 2月23日 / 好きなもの - チーズフォンデュ、シャーベット / 特技 - スキー / 属性 - クール / 使用ブランド - Glorious Snow(グロリアススノー)】
ソルベット王国の王女。エメラルドグリーンのボブの後頭部を二つ結びにして、それとは別に三つ編みを作っており、ミニハットを前頭部の向かって右側に着けている。瞳の色は銀色。イメージカラーはエメラルドグリーン。昔からひびきと共に伝説的なフレンズを結成していたが、体調を崩した国王の代理を任されたのを理由にアイカツを退いていた。しかしあいねたちやシャルルの活躍もあり、一度は密閉していた箱をこじ開ける。同時に再びひびきとアイカツがしたい自らの気持ちがかがやきの原石となり、エメラルドのジュエリングドレスに変化した。
アニメ2期第63話でカレンの自宅に滞在することになった。

#### BABY PIRATES（ベイビーパイレーツ）
真波 マリン（まなみ まりん）
声 - 田中あいみ
【血液型 - O型 / 好きなもの - 水族館 / 特技 - かわいいスイーツをさがすこと / 属性 - キュート / 使用ブランド - Antique Sailor(アンティークセーラー)】
髪型はボブで、黄土色。
新海 リンナ（しんかい りんな）
声 - 鬼頭明里
【血液型 - A型 / 好きなもの - 中国茶 / 特技 - おいしいお店をさがすこと / 属性 - セクシー / 使用ブランド - Silky Ocean(シルキーオーシャン)】
深緑色の長髪。

#### その他の主要人物
春風 わかば（はるかぜ わかば）
声 - 逢来りん
【血液型 - A型 / 誕生日 - 9月3日 / 好きなもの - 昆虫、スイカ / 特技 - 真似をすること / 属性 - キュート / 使用ブランド - Humming Leaf(ハミングリーフ)】
髪色はガーネットで、髪型はロングヘアーに、ツインテールのようなハーフアップ。瞳の色は黄緑。あいねに憧れている中学3年生の少女。かわいらしい声と、スポンジのような吸収力が特徴的。イメージカラーはチェリーレッド。
明日香ミライの秘蔵っ子で、ミラクルオーディションによって選出された。「わかば、まるっとやっちゃいます！」が口癖。
幼馴染の小早川 こずえ（声 - 古木のぞみ）とは仲が良く、かつては共にアイドルを目指していたが、あるオーディションに怪我で参加できなくなった彼女に変装して参加したものの、あいねの振付を真似したために正体がばれてしまい、その時の審査員だったミライに見初められる。このため、こずえに恨まれているのではないかと恐れていた。
アニメ2期第66話でソロデビューを果たした際に、所持していた原石がトパーズに変化し、トパーズのジュエリングドレスを入手した。
本作ではフレンズを組まず、ソロで活動していたが、続編の『アイカツオンパレード!』第25話でフレンズのオーディションを実施し、姫石らきをフレンズに採用した。

### メインキャラクターの関係者
ココ
声 - 諸星すみれ
アイカツ！ナビを担当する少女で、AIやバーチャルアシスタント等に相当する存在。主にコーデやアイドルの情報を提供してくれるが、全ての質問の答えるわけではない。目覚まし時計の役割も果たしている。エンディングコーナー「ピックアップコーデ」に登場する。アニメ第38話では歌手として「いっしょにA・I・K・A・T・S・U!」を披露した。第47話ではアイカツモバイルワールド（VR空間）に複数個体存在することが判明しており、ウイルス対策担当やバージョンアップ担当などが存在する。
アイカツナビの役割が出来るのはあくまで本作品の世界のみで、他の世界では『アイカツオンパレード!』の第1話の時点では対応出来ていない。同作の第25話では現実世界への実体化を果たした。
データカードダス版でも第5弾の期間限定イベントの中で登場。
ナナ
声 - 不明
YouTube上のアイカツ！公式チャンネル「アイチューブ」で活動するバーチャルアイチューバー。ココに憧れており、容姿も彼女に似ている。アニメ本編には未登場。

### 主人公の家族

#### 友希家
7人と1羽家族。
友希 まさむね（ゆうき まさむね）
声 - 保村真
あいねの父で、ペンギンカフェの店長。あいねのアイドル活動を家族全員で応援している。
友希 ねね（ゆうき ねね）
声 - 増田ゆき
あいねの母。夫と共にペンギンカフェを経営している。
友希 かずね（ゆうき かずね）
声 - 石谷春貴、鬼頭明里（9歳）
あいねの兄。アイドルになったあいねを応援しているが、有名になるあいねを複雑に思ったり、あいねとフレンズを組んだみおに嫉妬するなど、少々シスコンの一面がある。
友希 すずね（ゆうき すずね）
声 - 福沙奈恵
あいねの姉。みおの大ファンで、みおを快く思わないかずねをたしなめる役回りでもある。
友希 ももね（ゆうき ももね）
声 - 高田憂希
あいねの妹。スターハーモニー学園のアイドル達にあこがれ、将来は自分もアイドルになりたいと願っている。「きゃる〜ん！」が口癖。
友希 よしつね（ゆうき よしつね）
声 - 齋藤綾
あいねの弟。兄弟姉妹の中でいちばん幼く、アイドルのことはまだよく分かっていない様子だが、とりあえず他の家族たちと一緒にはしゃいでいる。1人称は「俺」。
ぺんね
声 - 保村真
友希家のペットのペンギン。その姿はオウサマペンギンに似ているが、普通のペンギンと違って頭の上に巻き毛がある。
知能が高く、ペンギンカフェの業務の手伝いもやっている。通常のペンギンと異な営、温かい場所でも活動することができる。そのため、フンボルトペンギンの特徴ももっている。
第3話では、撮影でペンギンカフェにやってきたみおに一目惚れされ、それ以降「ぺん様」と呼び慕われている。
劇中では場面転換の際にたびたびアップで現れる。
好物は魚。

#### 湊家
湊 玲子（みなと れいこ）
声 - 甲斐田裕子
みおの母。ファッションデザイナー。
アニメ版では「ピュアパレット」がダイヤモンドフレンズに選ばれた際のダイヤモンドドレスのデザインも担当していた。
湊 理（みなと おさむ）
声 - 杉田智和
みおの父。工業デザイナー。

### その他メインキャラクターの家族

#### 蝶乃家
蝶乃 拳詩郎（ちょうの けんしろう）
声 - 諏訪部順一
舞花の父。ボクシングジムを経営しており、筋骨隆々な体格。舞花をかなり溺愛している。
蝶乃 舞（ちょうの まい）
声 - 山口由里子
舞花の母。舞花を溺愛しすぎな夫にツッコミを入れている。
蝶乃 舞人（ちょうの まいと）
声 - 小野賢章
舞花の兄。テンションの高い両親とは対照的に基本的にクールで無口。

#### シャーロット家
シャルル シャーロット
声 - 和久井優
アリシアの弟。
2期第61話で、アリシアから王位を継承され、国王代理となった。
レオ シャーロット
声 - 石田彰
アリシアの父。
ソルベット王国の国王だったが、病弱なため、アリシアに王位を継承したが、アニメ2期第74話で国王に復帰した。
ソフィー シャーロット
声 - 大原さやか
アリシアの母。
既に故人となっている。

### スターハーモニー学園

#### 職員・スタッフ
円城寺 たまき（えんじょうじ たまき）
声 - 中原麻衣
Pure PaletteとHoney Catのマネージャー。赤紫色の外巻きロングにワインレッドのリップで、ひし形のピアスをしている。舞花とエマのマネージメントも担当している。マネージャーとしてしっかりサポートをする反面、時折厳しい一面も見せている。
第2部では針生六四郎と交際しており、最終回でプロポーズを受け、統括プロデューサーのオファーを理由に一度は断ったものの、あいねとみおをはじめとするアイドルや知人達のウェディング大作戦で針生の愛の告白を受け入れて、めでたく結婚した。
ケン・マユズミ
声 - 平川大輔
ヘアメイク兼レッスンコーチ。第4話ではみおにあいねの恋愛相手だと勘違いされる。16話ではPurePaletのベストフレンズレアドレスの制作PVの撮影をした。普段は物腰が柔らかく女性的だが、自分の商売道具であるコスメ道具に無断で触れようとする者には荒々しい口調で接する一面も。
蜂谷 千春（はちや ちはる）
声 - 佐藤利奈
「Sugar Melody」のデザイナー兼スタイリスト。みおの緊張を解くために飴をくれるなど、親切な性格。
一度は自身のブランドを立ち上げる夢を断っていたが、あいねのドレスを着させてほしいという熱い思いに心を動かされ、ドレスのデザインに対する情熱が戻り、「Sugar Melody」を立ち上げることを決意する。「Dancing Mirage」のトップデザイナー・紫面道ノアとは同じデザイン事務所にいたことがあり、昔なじみで同い年。
針生 六四郎（はりゅう むしろう）
声 - 鳥海浩輔
「Reflect Moon」のマネージャー。燕尾服で、英国紳士風の姿をしている。
ハリネズミのリトルムシロウと共におり、時々シルクハットの中に隠れている事もある。常に冷静沈着な一面を持っている。
第2部では白百合さくやと白百合かぐやがスターハーモニー学園に転校と同時にマネージャーとして事務所に所属する。その後、円城寺と交際しており、最終回でプロポーズをするが統括プロデューサーのオファーを理由に一度は断られたが、あいねとみおを始めとするアイドルや知人のウェディング大作戦でたまきに愛の告白を受け止めて、めでたく結婚した。

#### 普通科の生徒
平田 ひまり（ひらた ひまり）
声 - 田中貴子
あいねの1年生の時の友人。茶色の髪でお団子ヘアをしている。高等部でもスターハーモニー学園普通科に通っている。
井上 いろは（いのうえ いろは）
声 - 冨岡美沙子
あいねの1年生の時の友人。青髪の毛にお下げして眼鏡をかけている。高等部でもスターハーモニー学園普通科に通っている。

#### アイドル科の生徒
野々村 ののは（ののむら ののは）
声 - 高柳知葉
あいねのアイドル科に編入してからの同級生。茶色の髪で、アーケード版に登場するふんすいボブに似た髪型をしている。ツカサとフレンズを組んでいる。
月野 ツカサ（つきの つかさ）
声 - 柴田芽衣
あいねのアイドル科に編入してからの同級生。銀髪で、アーケード版に登場するストレートボブに似た髪型をしている。ののはとフレンズを組んでいる。
15話では、あいねらと共に、劇中で王子様役を演じた。
雪村 柚姫（ゆきむら ゆずき）
声 - 紡木吏佐
あいねのアイドル科に編入してからの同級生。ワインレッドの髪で、アーケード版に登場するふわふわボブに似た髪型をしている。
歌川 うらら（うたがわ うらら）
声 - 和久井優
あいねのアイドル科に編入してからの同級生。淡い緑色のセミロングで、前髪を白色のリボンで蝶々結びにしている。

### ご当地アイドル
海老原 なこ（えびはら なこ）
声 - 冨岡美沙子
- ブランド - Candy Party

名古屋在住。「なこにこコレクション」の1人で、あいねの友達。第4話で初登場。
仁科 にこ（にしな にこ）
声 - 田中那実
「なこにこコレクション」の1人で、東京在住。第26話で初登場。
伊勢 涼香（いせ すずか）
声 - 山岡ゆり
三重在住。スターハーモニー学園のオープンキャンパスの参加者。第21話で初登場。

### その他
紫面道 ノア（しめんどう のあ）
声 - 斎賀みつき
舞花がミューズを務めるブランド「Dancing Mirage」のブランドデザイナー。第20話で初登場。ミステリアスで厳しい印象を受けるが、仕事に対して厳しいだけで、同期の千春の前では親しみやすい人柄を覗かせている。
南野監督（なんのかんとく）
声 - 坂本くんぺい
アニメ作中のTVドラマ「アイドルは魔女」の監督。
角田助監督（かくたじょかんとく）
声 - 高橋伸也
アニメ作中のTVドラマ「アイドルは魔女」の助監督。
ムッシュ・ザックバラン
声 - 小野塚貴志
ラブミーティアのPVを担当したことがある、フランスのカリスマクリエイター。第8話で初登場。「マカロン音頭」のコマーシャル作成を担当。
みおが尊敬するクリエイターで、インスピレーションを「ビックバン」と表現する。みおがラブミーティアの代役でMCを務めた際は、アイドルを嫌っている老人の出演をあえて知らせず、彼と渡り合える器量があるかどうか試した。
能登 かがみ（のと かがみ）
声 - 森なな子
スターハーモニー学園のオープンキャンパスに見学に参加した少年。第21話で初登場。実はケン・マユズミに憧れており、彼の弟子になった。
頑固山鬼右衛門
声 - 中博史
美食家。アイドルを毛嫌いしている老人。鬼左衛門の兄。兄弟関係はかなり悪い。しかし、みおの活躍とステージの披露により、改めて見直した。第25話で初登場。
羽原 真実子 （はばらまみこ）
声 - 朝井彩加
週刊誌『ルンルン』の記者で、愛称は「ハバラッチ」。第45話で初登場。
ラブリーフレンズ（ナツ・ヒロ・マナ）
声 - 斎藤千和（ナツ）、矢作紗友里（ヒロ）、西田望見（マナ）
ひびきの秘書達。第51話で初登場。
ステージエリアの確保やスぺカツドームの設営などを担当している。ひびきを慕っており、ひびきがアリシアに会いにソルベット王国を訪れた際にも同行した。
ネーヴェ
声 - 綾瀬有
ソルベット王国の民。スノーダンの娘。3姉妹の長女。第58話で初登場。
ネージュ
声 - 高橋菜々美
ソルベット王国の民。スノーダンの娘。3姉妹の次女。第58話で初登場。
シューネ
声 - 津田里穂
ソルベット王国の民。スノーダンの娘。3姉妹の三女。第58話で初登場。
スノーダン
声 - 杉崎亮
ソルベット王国の騎士団長。ネーヴェ、ネージュ、シューネの父。王族からの忠誠心と騎士団員からの信頼が厚い。第60話で初登場。
頑固山鬼左衛門
声 - ふくまつ進紗
料理人。頑固一徹の店主で取材拒否を貫く老人。頑固山鬼右衛門の弟。兄弟関係はかなり悪い。しかし、さくやの説得と活躍により、遂に取材を許した。第71話で初登場。

## 本作における設定・用語

### 学園
スターハーモニー学園
中等部と高等部の存在する女子校で、更に普通科とアイドル科に分かれている。普通科とアイドル科で制服のデザインが異なっている。過去2作と異なり全寮制ではないため、あいねとみおは自宅から通学している。
普通科の生徒であっても、アイドル科の関係者の推薦があれば、あいねのように途中からアイドル科に転入することも可能。
スターハーモニーカップ
スターハーモニー学園が主催する大会。
月夜乃学園
白百合姉妹がファーストシーズンまで通っていた学校。
ソルベット王国
はるか北に位置する極寒の国。古くから王国に伝わる神話があり、ジュエルの原石は王国の重要なキーアイテムとなっている。主導する国王が体調を崩し、それを理由にアリシアが国王の代理を任された。その後、あいねたちの活躍で国民に活気が戻り、再び国王が主導する。国王は「アイカツ！」を復興のシンボルに掲げている。

### アイテム
アイカツ！カード
トップス・ボトムス・シューズ・アクセサリーの4種類の衣装に対応したカード。トップス&ボトムス（トップスとボトムスのワンピース型）も存在する。
コスメアイテム付きアクセサリーカード
ルージュ・チーク・コロンの3種類があり、データカードダス版ではメイクアップ演出がゲーム開始前に発生する。
スタイルドレス
スターハーモニー学園の生徒が最初に手にするドレス。前作までに登場したスクールドレスに相当。全種類ともフレンズドレス。
リンクコーデ
友希あいねをはじめとしたアイドル科たちによるスタイルドレス。さまざまなデザインで種類やカラーが豊富。
シャンパンコーデ
スターハーモニー学園卒業生の神城カレンと明日香ミライによるスタイルドレス。ビジューとラメを取り入れた高級感が特徴。
ツインコーデ
月夜乃学園生のさくやとかぐやのスタイルドレス。おおまかなデザインはリンクコーデと似通っている。
フレンズドレス
フレンズが着用するドレスの呼称。レアリティは「フレンズレア」（FR）と「ベストフレンズレア」（BFR）があり、BFRはフレンズ名の付くドレスの中でも最上級であることを表す。第2期1弾以降はフレンズドレスはR、ベストフレンズドレスはPRに分類される。無名ブランドでのアピールは「フレンズマーチ」、「ベストフレンズマーチ」。（フレンズブランドでのアピールは下の本項を参考に）
キセキのドレス
ダイヤモンドフレンズを目指すアイドルに与えられる、フレンズレアドレスの1種。各フレンズブランドごとに独自エンブレムが用いられる。データカードダス版では4弾より登場。

ジュエリングドレス
ソロ系のブランドドレスで用いられるレアドレスの1種。輝きを放つアイドルとジュエルの原石が呼応することで、神々しいドレスに変化する。ブランドのジュエリングアピールは「ジュエリング〇〇」。データカードダス版では第2期1弾より登場。
作中では全7種が登場しており、いずれも誕生石であるが、選ばれたアイドルの誕生月とは一致していない。ハニーキャットとリフレクトムーンは入手できなかったが、『アイカツオンパレード!』第24話では彼女らのジュエリングドレスと思われるコーデが登場している。
また、7種の宝石があしらわれたフレンズ系ドレス「オールジュエリングドレス」も存在しており、作中ではピュアパレットの物が登場した。
フルコーデカード
トップス・ボトムス・シューズ・アクセサリー全てが1つになったカード。データカードダス版では第2期1弾より登場。絵柄は他の種類とは異なり描き下ろしのアニメイラストが使われる。
アイドルカード
カードに記載されたアイドルが登場する。データカードダス版ではフレンズ選択画面で使用する。また、以前までのアイカツ！シリーズのアイドルが登場するカードも存在する。
アイカツパス
前作までに登場した学生証に相当するカードで、データカードダス版ではプレイデータの保存が可能。

### 登場ブランド

#### ソロ系
Sugar Melody（シュガーメロディ）
得意分野である「音楽」が特に強調されたキュートブランド。友希あいねがミューズを務める。デザイナーは蜂谷千春。音符や五線譜をモチーフにしている。アピールは「ドリームメロディ」。ブランドのイメージ曲は「ありがと⇄大丈夫」、「窓-ココロ-ひらこう」。
MATERIAL COLOR（マテリアルカラー）
シンプルなシルエットとスタイリッシュなデザインで話題のモード系クールブランド。湊みおがデザイナー兼ミューズを務める。アピールは「グラフィカルキューブ」。ブランドのイメージ曲は「6cm上の景色」、「セカイは廻る」。
Milky Joker（ミルキージョーカー）
甘さの中にも毒があるポップブランド。明日香ミライがデザイナー兼ミューズを務める。コーデの切り札である「ペイント」や「スパイス」が特に強調されている。アピールは「ミルキーボム」。ブランドのイメージ曲は「アイデンティティ」、「Niceなto meet you!」。
Classical Ange（クラシカルアンジュ）
女の子の憧れが詰まったキュートブランド。神城カレンがミューズを務める。天使をモチーフにしている。アピールは「エンジェルガーデン」。ブランドのイメージ曲は「愛で溢れている」、「強く優しく美しく」。データカードダス版では第1期2弾より登場。
Dancing Mirage（ダンシングミラージュ）
ショーガールをモチーフにしたセクシーブランド。蝶乃舞花がミューズを務める。デザイナーは紫面道ノア。アピールは「バタフライビート」。ブランドのイメージ曲は「Girls be ambitious!」。データカードダス版では第1期2弾より登場。
COLORFUL SHAKE（カラフルシェイク）
どんなテイストもMIXする、元気のサプリみたいなポップブランド。日向エマがミューズを務める。アピールは「カラフルショット」。ブランドのイメージ曲は「おけまる」。データカードダス版では第1期3弾より登場。
Luna Witch（ルナウィッチ）
月が輝く夜と、天体を操る魔女をイメージしたクールブランド。白百合さくやがミューズを務める。アピールは「ルナシンフォニア」。ブランドのイメージ曲は「導かれて」。データカードダス版では第1期3弾より登場。
Moon Maiden（ムーンメイデン）
月の光をイメージしたクールブランド。白百合かぐやがミューズを務める。白をベースにしている。アピールは「ミスティックムーン」。ブランドのイメージ曲は「偶然、必然。」。データカードダス版では第1期4弾より登場。
Antique Sailor（アンティークセーラー）
海辺をモチーフとしたキュートブランド。真波マリンがミューズを務める。アプリコットオレンジをベースにしている。アピールは「パラダイスセーラー」。データカードダス版では第1期5弾より登場。
Silky Ocean（シルキーオーシャン）
中華風にテイストが特徴のセクシーブランド。新海リンナがミューズを務める。アピールは「シルキーエンプレス」。データカードダス版では第1期5弾より登場。
Heavenly Perfume（ヘブンリーパフューム）
神話に登場する神々や自然をモチーフにしたセクシーブランド。天翔ひびきがミューズを務める。アピールは「ヘブンリーフレイム」。ブランドのイメージ曲は「Be star」。データカードダス版ではジュエル1弾より登場。
Glorious Snow（グロリアススノー）
雪の結晶をモチーフにしたクールブランド。アリシア シャーロットがミューズを務める。アピールは「グロリアスキャッスル」。ブランドのイメージ曲は「あるがまま」。データカードダス版ではジュエル2弾より登場。
Humming Leaf（ハミングリーフ）
温かみのあるカントリー調のキュートブランド。春風わかばがミューズを務める。アピールは「ハミングパッチワーク」。ブランドのイメージ曲は「この世界はすばらしい」。データカードダス版ではジュエル3弾より登場。

#### フレンズ系
Pure Palette（ピュアパレット）
本作の主人公である友希あいねと湊みおのフレンズ。データカードダス版では第1期3弾より登場。フレンズドレスでのアピールは「ピュアパレットマーチ」「ベストピュアパレットマーチ」、キセキのドレスでのアピールは「ベストピュアパレットウィッシュ」、オールジュエリングドレスでのアピールは「オールジュエリングハーモニー」。マスコットは「パプレット」、持ち歌は「みんなみんな！」、「そこにしかないもの」、「ひとりじゃない！」。
アニメでは第11話後半でフレンズドレスを披露した後に結成された。あいね曰く、まっ白なキャンバスにパレットから様々な色が集まる時、2人の明るい未来が描かれていくという意味がこめられている。アニメ第1期の作中ではラブミーティアが優勝した翌年のダイヤモンドフレンズカップで優勝。その年にはスターハーモニーカップでも優勝を果たしている。
Honey Cat（ハニーキャット）
蝶乃舞花と日向エマのフレンズ。データカードダス版では第1期2弾より登場。フレンズドレスでのアピールは「ハニーキャットマーチ」「ベストハニーキャットマーチ」、キセキのドレスでのアピールは「ベストハニーキャットウィッシュ」。マスコットは「シャミー」、持ち歌は「個×個（きみかけるわたし）」、「みつけようよ♪」。
ヒーローショーの「きゅわぱわガーリーズ」に登場する2人からその名がついた。アニメでは第10話で結成。性格や好みも正反対ながら、お互い本気になることで気持ちをぶつけ合い、徐々に絆を深めていく。その後、ブリリアントフレンズカップの敗戦を機に全国ミニライブツアーを開催することでファンからも注目度が高まり、ベストフレンズカップやダイヤモンドフレンズカップではピュアパレットと名勝負を繰り広げた。
Love Me Tear（ラブミーティア）
スターハーモニー学園卒業生高校2年生・神城カレンと明日香ミライのフレンズ。フレンズドレスでのアピールは「ラブミーティアマーチ」「ベストラブミーティアマーチ」、キセキのドレスでのアピールは「ベストラブミーティアウィッシュ」。マスコットは「コニーユ」、持ち歌は「Believe it」、「プライド」。
中学生時代にカレンがアメリカへ旅行に出るところをミライに止められ、それがきっかけで結成された。それ以降目覚ましいほどの活躍ぶりが光り、前年度ではブリリアントフレンズカップやダイヤモンドフレンズカップともに制覇、No.1フレンズを不動のものにした。あいねが編入した年のダイヤモンドフレンズカップにもシード枠として出場し、決勝戦では下準備として異例のパジャマパーティーを開くほどの活躍ぶりを見せた。自身のトレーニング「ラブミーレッスン」を開発している。
アイドルとしての力を極限まで高めた「ラブミーゾーン」という能力を持つが、他のアイドルが戦意を喪失するのを恐れ（第1部から3年前のダイヤモンドフレンズ決勝戦直前におけるアイビリーブの棄権が決定打となった）、自ら封印していた。
Reflect Moon（リフレクトムーン）
双子姉妹である白百合さくやとかぐやのフレンズ。データカードダス版では第1期4弾より登場。フレンズドレスでのアピールは「リフレクトムーンマーチ」「ベストリフレクトムーンマーチ」、キセキのドレスでのアピールは「ベストリフレクトムーンウィッシュ」。マスコットは「ハイレル」、持ち歌は「絆 ～シンクロハーモニー～」、「Have a Dream」。
月を鏡に映したようなシルエットが魅力。フレンズ名は2つの半月が合わさった時、満月のような輝きを放つことに由来。同じ月夜乃学園の生徒でありながら、あいねが編入した年のブリリアントカップで優勝した。その後、アイドルとしての素質を磨くため、スターハーモニー学園に編入しあいねたちと活動を共にする。
かぐやのニューヨーク留学に伴い、最終話の時点で事実上の活動休止となるが、『アイカツオンパレード!』では再度ステージを披露している。
BABY PIRATES（ベイビーパイレーツ）
マリンとリンナのフレンズ。ラブミーティアが優勝した年のダイヤモンドフレンズカップで準優勝を果たした。アニメ版ではベストフレンズカップにも出場しており、BFRドレスでのアピールは「ベストベイビーパイレーツマーチ」。データカードダス版では第1期6弾より登場。
I Believe（アイビリーブ）
天翔ひびきとアリシア シャーロットのフレンズ。データカードダス版では第2期3弾より登場。フレンズドレスでのアピールは「アイビリーブマーチ」。
ラブミーティアと並んで伝説的なフレンズだったが、アリシアが体調を崩した国王の代理を任されざるを得なくなったため、第1部から3年前のダイヤモンドフレンズカップ決勝戦を前に休止した。しかしあいねたちや弟・シャルルの活躍により、日本で再びひびきと活動を共にする。

### その他用語
ペンギンカフェ
あいねの実家が経営している喫茶店。本物のペンギンをペットにしている。
アイチューブ
YouTube上のアイカツ！公式チャンネルの呼称。バーチャルアイチューバーはナナ。
ダイヤモンドフレンズカップ
全てのフレンズたちの目標とも言える大会。優勝者にはダイヤモンドフレンズドレスが贈呈され、来年度の出場権も獲得できる。
ブリリアントフレンズカップ
新人フレンズたちの登竜門と言われている大会。優勝者にはブリリアントフレンズドレスの2コーデ（ブリリアントソワレ・ブリリアントマチネ）が贈呈される。アニメ作中ではピュアパレット、リフレクトムーン、ダブルハイビスカス、なこにこコレクション、白雪娘、ベイビーパイレーツなどが参加し、その結果、リフレクトムーンの白百合姉妹が優勝を果たした。
ベストフレンズカップ
アニメ第32、33話でラブミーティアの2人が主催した大会。ダイヤモンドフレンズカップの出場をかけた最終トライアルとも言える。アニメ作中では友情がより深まったハニーキャットが優勝したが、ミライの推薦でピュアパレットも特別賞に選ばれた。
アイドルは魔女！
ラブミーティアの明日香ミライが主演のドラマ。アニメ作中では第7話、第29話共に友希あいねがゲストとして出演した。
アイカツゾーン
極限まで高めたアイドルだけが身につける事が出来る神秘の力。湊みおがラブミーティアを超える思いにより、その力を発動した。
ラブミーゾーン
ラブミーティアの神城カレンと明日香ミライが極限に高まる事でその力を発動する神秘の力。しかし、それを解禁した事により、ライバルフレンズであるアイビリーブを解散するキッカケとなり一度は封印するが、ピュアパレットの励ましにより再び解禁した。

## データカードダス
2018年4月5日から2019年10月2日まで、前作と同じタイプで稼働していた。
新種類として、ユニットオーディションの要となる「アイドルカード」と「フレンズドレスカード」、オーディションゲームが有利になる「コスメアイテム付きアクセサリーカード」が、2019年3月28日からの第2期『～かがやきのジュエル～』編は「ジュエリングドレス」や「フルコーデカード」がラインナップされる。

### 遊び方
一部前作『アイカツスターズ！』を引き継いでいる。モード選択などの操作はほぼタッチパネルで、カードスキャンは前作に続き二次元（QR）コードをスキャナー部分にかざして行う。
1. 100円を投入し、遊ぶモードを選択する。
2. アイカツパス（または『アイカツスターズ！』のプレミアム学生証）を持っている時はスキャンする。未所持の場合はゲストユーザーでプレイするか、100円を追加投入しアイカツパス作成のいずれかを選択する。アイカツパスはマイキャラの作成後に払い出される。なお、アイカツパスは使用回数に制限はない。
3. モード、ステージを選択後、「ライバルとアイカツ！」または「フレンズとアイカツ！」から選択する。
4. プレイするアイドルを選択後、ゲームで使うカードをスキャンする。これまでのアイカツ！カードも使用可能[注 11]。
5. 「フレンズとアイカツ！」の時は主要アイドルのカードスキャンの後、一緒にプレイするアイドル（フレンズ）を選択し、使うカードをスキャンする。「マイページ」でお気に入りに追加されているフレンズがいる場合は、そのフレンズが常時メンバー候補に登場する。主要アイドルとフレンズ側のアイドルの組み合わせにより、フレンズボーナスが発生する。アイドルカードがある時は、ここでスキャンする。
6. オーディションはこれまでと同じリズムゲーム形式。リズムマークがサークル枠に合ったとき、3つの色に対応したボタンを押す。横に伸びているものは対応したボタンの長押しになる。
7. リズムゲーム途中トップス、ボトムス、シューズに対応したアピールチャンスが発生。メンバー全員がフレンズドレスのときは「フレンズアピール」になる。
8. 3回目のアピール後のルーレット確定時点でメーターがMAXであれば、フィーバーアピールが挿入される。
9. オーディション終了後、ゲーム中獲得したアピールポイントを元に合格か不合格かを判定。合格ライン以上のアピールポイントを獲得、または対戦プレイで1位で終了していれば合格、合格条件に満たなかった場合は不合格となる。
10. アイカツパス使用時は合格判定後にステータス画面が表示され、プレイ結果に応じた経験値やファンを獲得できる。
11. オーディションゲームの後はダイヤを弾いて飛ばすミニゲームに移行する。飛ばしたエンブレムがダイヤにあたるタイミングで色が変化することがあり、銀色はレアまたはフレンズレア、金色はプレミアムレアまたはベストフレンズレア、エメラルド色はキャンペーンレアが出現する。カード裏の正面が虹色に光っている時はフレンズドレスが出現する。本作より、キャンペーンレアドレスが配布されるイベントは常時ダイヤがエメラルドに変化する。第2期からは新たにレインボーが加わり、1度変化するとジュエリングレアが出現する[注 12]。また、ダイヤが青の場合でも、運が良いとレアドレス以上に昇格する場合がある。
12. 獲得したドレスはカードメイク（後述）などでカード化する。
13. 終了時にアンコールが発生するとレアドレス以上が確定する。アンコール中はタッチパネルの「おうえん」をタップすることで画面を盛り上げることができる。ただ、この時にリズムゲームはできない。アンコールには追加で100円が必要。
14. 限定カードキャンペーンが実施されている店舗では、ゲーム終了時に「プレゼントルーレット」に移行し、当選すると引き換えカードが1枚有料で購入できる。1プレイ中にカードを購入した分、ルーレットの回数も増える。なお、プレゼントボックスを経由してのカード化は例外でカウントされない。限定カードへの交換は、引き換えカードを排出した店舗でのみ有効。

### 演出・用語

#### 共通
マイキャラの作成
『アイカツパスをつくる』を選択し、新規発行したときは「マイキャラ」作成モードに移行する。マイキャラの見た目を選択後、「とくいなこと」とユニット組む時のフレンズの名前を入力して完成。1度設定したフレンズ名は、プロフィール画面からいつでも変更することが可能。第1期では本作の舞台であるスターハーモニー学園アイドル科・中等部の制服コーデ一式と友希あいねのアイドルカードが報酬としてプレゼントボックスに記録された。
前作からのデータ引き継ぎ（バトンタッチキャンペーン）
前作『アイカツスターズ！』のデータがある場合は、アイカツパススキャン画面で「四ツ星学生証から遊んだデータをひきつぐ」を選択し、『アイカツスターズ！』のデータが記録されている学生証をスキャンすると、データの一部を引き継いだ上でアイカツパスを発行できる。店頭で配布されるアイカツパスにデータを引き継ぐ時は、アイカツパスを初めにスキャンした後、データの引き継ぎをするか聞かれるので「はい」を選択し行う。マイキャラの作成およびデータの引き継ぎは、前作『アイカツスターズ！』で配布されたプレミアム学生証（ヴィーナスアークデザインを含む）でも可能となっている。
スペシャルアピール
リズムゲームの間に発生する演出とミニゲーム。成功するとアピールポイントが増える。使用したドレスやモードによってタッチパネルを使うアピールチャンス(ミニゲーム)とスペシャルアピールが変化する。
フィーバータイム
3回目のスペシャルアピール終了までにアピールポイントをためてゲージをMAXにすると発生する。オーディションステージの種類によりフィーバータイム（ミニゲーム）の操作が変化。
「おんがく」はサイリウムを振る（左右にこする）アクション、「ダンス」はレコードをこする（上下にこする）アクション、「ファッション」はカメラ撮影アクション（連続タップ）。
メイクアップ
コスメアイテムの付いたアクセサリーカードを使用した時、ゲーム開始前に発生する。種類により、リズムゲームでの効果が異なる。
- ルージュ - リズムゲーム中のポイントUP
- チーク - スペシャルアピールのポイントUP
- コロン - コンボ中のポイントUP

グレードチェンジ
スキャンしたドレスのいずれかまたはすべてのドレスのレアリティがアップする。3回目のアピール直後のルーレットでグレードチェンジマークが出ると、タッチパネルを使用したアクションが発生する。1度チェンジしたドレスはボーナスでアピールポイントが加算され、カード化できるドレスに並べて表示される。本作でのみ登場するドレスが対象で、グレードチェンジできるドレスには「GC」マークと表記される。3弾からはフレンズレアも対象となり、GCマークの無いフレンズレアカードもグレードチェンジするようになった。第2期からはココのカットインが出た場合に発生する。
ドレスプレゼント
オーディションゲームの後、ファンから追加でドレスがプレゼントされることがある。第2期からは円城寺たまきのカットインが出た場合に発生する。アイカツパスでプレイした場合、ゲーム終了時にマイキャラのアップが出ることがあり、一度この画面が出ると次のプレイ時にレアドレス以上が1つ出現する。

#### 第1期
バッジ
ドレスのアピールポイントアップなど様々な効果がある。条件を満たすと、バッジがノーマルからブロンズ→シルバー→ゴールドの順に進化する。
とくいなこと
マイキャラが得意とするジャンルを表す。オーディションステージやユニットを組む時のフレンズに影響する。ジャンルは「ココちゃんのとくいジャンルチェック」でいつでも変更可能。
- おんがく - ライブステージのポイントUP
- ダンス - ダンスステージのポイントUP
- ファッション - ファッションショーステージのポイントUP

#### 第2期
第1期からのデータ引き継ぎ
第1期のデータがある場合は、初回プレイ時に友希あいねの髪型・髪の色・カラコンと中等部のリボンアクセが報酬としてプレゼントボックスに記録される。また、バッジの一部はリボンに変化し、集めたバッジにより追加報酬としてココの髪型・髪の色・カラコンが付与される。
ジュエリングチェンジ
ジュエリングドレスでコーデを揃えると、タッチパネルを使用したアクションが発生する。レア以上のドレスでグレードチェンジする場合でも、ジュエリングドレスにチェンジすることがある。
アイカツ！スタンプ
1プレイごとにスタンプが刻印され、タイプやアイドルランクの経験値がアップする。10回目ではドレスプレゼントとしてプレミアムレア以上のドレスが出現する。
リボン
ブランドドレスのアピールポイントがアップする。条件を満たすと、リボンがブロンズからシルバー→ゴールドの順に進化する。
応援カットイン
アピール後のルーレットに代わる演出。1回目と2回目はココが登場、3回目はランダムで以下のキャラクターが登場する。
- ココ - グレードチェンジ／ジュエリングチェンジが発生する。
- 円城寺たまき - 追加でドレスがプレゼントされる。
- 蜂谷千春 - レア以上のドレス1種が確定で出現する。
- 友希ももね - マイキャラの経験値がアップする。
- ぺんね - マイキャラのファン人数がアップする。

### モード

#### プレイモード
ひとりであそぶ
すきな曲であそぶ
好きなキャラやステージで遊べるモード。アイカツパスを持っていると、☆3をプレイすることでより高難易度の曲を開放することができる。第2期からは本作と前作『アイカツスターズ！』までの楽曲から選択する方式になった。
はじめてのアイカツフレンズ！
アイカツナビのココと一緒に「フレンズとアイカツ！」の遊び方を教えてくれる初心者向けモード。
期間限定イベント
期間限定ステージやドレスがもらえるイベントで遊べるモード。開催中のイベントはデモ画面の左上に表示される。
ジュエリングドレスモード
第2期・かがやきのジュエルシリーズに登場。ステージを成功する度にジュエルのかけらが集まっていき、全て揃うとジュエリングチャレンジが発生。全ステージを成功すると、特別デザインのアクセサリーカード＆グリーディングスナップがプレゼントボックスに送られる。この他、集めたかけらにより様々な報酬が付与される。特定の条件を満たすと、ジュエルのかけらをより多く集めることが可能。
はじめてのジュエリングドレス
アイカツパスでかがやきのジュエルシリーズを初めてプレイする場合はジュエリングドレスモードで固定される。天翔ひびきと一緒にジュエリングドレスやジュエリングチェンジについて教えてくれるモードで、ゲーム後にプレミアムレアからチェンジした「ヘブンリールビートップス」をカード化できる。
オールジュエリングドレス
アイカツ！シリーズに登場するユニットやフレンズとの5番勝負で行われる。勝利するとそれぞれのユニットが刻まれたエンブレムを獲得でき、全てのフレンズに勝利すると特別デザインのアクセサリーカードがプレゼントボックスに送られる。
オールアイカツ！モード
第2期・かがやきのジュエルシリーズに登場。いわゆるマップ方式で、弾別ごとにマップ上に配置されたアイドルとステージに立てる。ステージを成功するとマップ上のアイドルがフレンズメンバーとして選択が可能になるほか、フルコーデカードがプレゼントボックスに送られる。全てのアイドルとフレンズになるとラストステージとなり、全ステージを成功するとSPステージが開放される。SPステージと限定のフルコーデカードは稼働中の弾にしか登場しない。
カードを買ってからあそぶ
ゲームをプレイする前にカードを買うモード。100円を追加投入後、画面に表示された3つのドレス候補から選択する。最大4枚までカードの購入ができ、4枚目はレア以上のカードが必ず候補に登場。購入枚数に応じてアピールポイント80ずつ、合計で320のアピールポイントが追加される。

ふたりであそぶ
ふたりで協力
2人で協力して合格を目指すモード。通常とボタン操作が異なり、プレイヤー1が緑ボタン、プレイヤー2が黄色ボタンを使用し、赤ボタンは二人で同時押しに使用する。オーディション後に、同時押しの数で相性診断。相性診断の結果により、協力ボーナスが加算される。
ふたりで対戦
2人でアピールポイントを競う対戦モード。このモードでは勝者側が合格、敗者側が不合格の扱いになる。

カードだけ買う
リズムゲームを遊ばずにアイカツ！カードを購入するモード。100円を続けて投入することで最大9枚まで購入可能。さらに5枚目と9枚目は必ずレア以上のドレスが出現する。アイカツパスを持っていると、購入枚数に応じてファンを獲得できる。第2期からは選択方式となり、ジュエル1弾以降のシリーズは下画面に並べて表示される。タイプ・ブランドに限定したピックアップドレスや弾別限定のキャンペーンレアのみ排出されるドレスもここで登場する。

#### ゲーム後のカード化
カードメイク
アイドルのポーズや背景などをタッチパネルでカスタマイズしカード化していく。R・PR・FR・BFRのドレスを選択した時は、フレームのカスタマイズができる。
ブロマイドメイク
ゲーム中の風景を撮影し、2倍サイズのカードを作成できる。作成には追加で100円が必要。
おまかせカードメイク
アイドルのポーズや背景などを自動的にマシン側でカスタマイズするモード。1プレイにつき1回のみ可能。
1プレイで複数枚カード化する場合、2回目以降は「おまかせカードメイク」は選択できない。なお、「ふたりであそぶ」では1Pと2Pの順で1枚ずつ排出されるため、連続購入はできない。

#### デモ画面
マイデータをかくにん
マイキャラの簡易データの閲覧ができる。
プレゼントボックスかくにん
プレゼントボックスに記録されたアイテムの閲覧およびカード化ができる。ドレスは100円、ブロマイドやグリーディングスナップは200円必要。一部のアイテムはカード化の際に柄に載るキャラクターを選択できる。なお、プレゼントボックスに記録されるアイテムの上限は99個までで、それを超えるか受け取り期限になると消滅する。

#### 過去のモード
アイカツ！ミュージアム
第1期シリーズに登場。以前までのアイカツ！シリーズに登場したアイドルやステージで遊べるモード。 本作のアイドルはメンバー選択画面でアイドルカードを使用した場合のみ登場する。楽曲やステージは前作『アイカツスターズ！』のフリーオーディションと似通っており、ドレスは以前までのアイカツ！シリーズに登場したものと同等。
アイカツ！ミュージアムで新録となったドレス
- スイートライムライトコーデ（3弾・Fuwa Fuwa Dream/PR）
- エターナルピオニーコーデ（5弾・Rainbow Berry Parfait/PR）
- エターナルライトコーデ（6弾・Fuwa Fuwa Dream/PR）

フレンズチャレンジ
第1期シリーズに登場。弾別ごとにチャレンジする内容が設定されており、既定の回数分クリアすると画面に表示されたドレスがプレゼントボックスに送られる。チャレンジの内容はモードやステージを選択する画面で確認できる。
デザインルーム
第1期シリーズに登場。指定のブランドドレスでプレイすると「デザインポイント」を獲得でき、既定のポイントまで集めると画面に表示されたドレスがプレゼントボックスに送られる。レアドレスは5P、プレミアムレアドレスは10P、キャンペーンレアドレスは3P加算される。フレンズチャレンジとは異なり、以下の通りにデザインを進めなければならない。また、1度1コーデ分が追加された時点でデザイン中のドレスとデザインポイントは固定される。
デザインルームで入手できるドレスの順序
6弾・パールローズコーデ（Dancing Mirage） → 5弾・フィノデコラティブコーデ（Moon Maiden）→ 4弾・ソプラノピンクトーンコーデ（Sugar Melody）→ 3弾・フローズンローズコーデ（Luna Witch）→ 2弾・グレイスメモリーコーデ（Classical Ange）→ 1弾・ヴィンテージフラワーコーデ（MATERIAL COLOR）

### フレンズ
フレンズの登録
プレイするマイキャラとは別のマイキャラが記載されたカードを使用すると、そのキャラが自動的に登録される。
お気に入りの追加・フレンズの除外
インターネット上の「マイページ」から行う。登録したフレンズを優先して登場させるには「お気に入りにする」、メンバーから外すには「フレンズからはずす」を選択する。お気に入りには最大12人のフレンズを追加できる。
トモダチカラ
フレンズの仲良しレベルを表す。アニメなどに登場するキャラでユニットを組んでプレイした場合、一定まで溜まるとそのキャラのバッジを入手できる。ただし以前までのアイカツ！シリーズに登場したキャラは含まれない。

### プレイアブルキャラクター
本作から
- マイキャラ（アイカツパス使用時）
- 友希あいね
- 湊みお
- 蝶乃舞花
- 日向エマ
- 神城カレン
- 明日香ミライ
- 白百合さくや（第1期3弾 - ）
- 白百合かぐや（第1期4弾 - ）
- 真波マリン（第1期5弾 - ）
- 新海リンナ（第1期5弾 - ）
- ココ（第1期5弾 - ）
- 明日香ミライ（中学生）（第1期6弾）
- 神城カレン（中学生）（第1期6弾）
- 天翔ひびき（第2期1弾 - ）
- アリシア シャーロット（第2期2弾 - ）
- 春風わかば（第2期3弾 - ）
- 氷上スミレ（第1期3弾 - ）
- 新条ひなき（第1期3弾 - ）
- 有栖川おとめ（第2期1弾 - ）
- 紅林珠璃（第2期2弾 - ）
- 音城セイラ（第2期3弾 - ）
- 夏樹みくる（第2期3弾 - ）

前作まで
アイカツスターズ!#プレイアブルキャラクターを参照。

### 使用楽曲
特記がない限り作詞は松原さらり（onetrap）が担当。スペシャルイベントなどで登場する前作までの楽曲についてはアイカツスターズ!#使用楽曲を参照。

#### キュート
「ありがと⇄大丈夫」
作曲 - 片山将太、藤末樹 / 編曲 - Mitsu.J（Digz, Inc. Group） / 歌 - あいね from BEST FRIENDS!（松永あかね）
「Believe it」
作曲 - Coffee Creamers（Digz, Inc. Group） / 編曲 - SHOW（Digz, Inc. Group） / 歌 - カレン・ミライ from BEST FRIENDS!［神城カレン（田所あずさ）、明日香ミライ（大橋彩香）］
「愛で溢れている」
作曲・編曲 - Mitsu.J（Digz, Inc. Group） / 歌 - カレン from BEST FRIENDS!
「プライド」
作曲 - 片山将太、藤末樹 / 編曲 - 片山将太 / 歌 - カレン・ミライ from BEST FRIENDS!
「窓-ココロ-ひらこう」
作曲 - 藤末樹、松田純一 / 編曲 - 松田純一 / 歌 - あいね from BEST FRIENDS!
「強く美しく優しく」
作曲・編曲 - Koshin / 歌 - カレン from BEST FRIENDS!
「この世界はすばらしい」
作曲 - 藤末樹 / 編曲 - 片山将太 / 歌 - わかば from BEST FRIENDS!（逢来りん）
「カレンダーガール」（3弾 - ）
作詞 - こだまさおり / 作曲・編曲 - 田中秀和（MONACA） / 歌 - わか・ふうり・すなお from STAR☆ANIS
「Let's アイカツ！」（3弾 - ）
作詞 - 辻純更 / 作曲・編曲 - 田中秀和（MONACA） / 歌 - るか・もな・みき from AIKATSU☆STARS!

#### クール
「6cm上の景色」
作曲・編曲 - Mitsu.J（Digz, Inc. Group） / 歌 - みお from BEST FRIENDS!（木戸衣吹）
「導かれて」
作曲 - 片山将太、藤末樹 / 編曲 - 片山将太 / 歌 - さくや from BEST FRIENDS!（陶山恵実里）
曲の冒頭はバッハ作曲の「管弦楽組曲第2番ロ短調第5曲ポロネーズ」になっている。
データカードダス版では藤堂ユリカと白銀リリィのツーショット写真が飾られている。
「偶然、必然。」
作曲 - 片山将太、藤末樹 / 編曲 - 片山将太 / 歌 - かぐや from BEST FRIENDS!（桑原由気）
データカードダス版では藤堂ユリカと白銀リリィのツーショット写真が飾られている。
「絆 ～シンクロハーモニー～」
作曲 - 藤末樹 / 編曲 - 片山将太 / 歌 - さくや・かぐや from BEST FRIENDS!
ショパン作曲の「Op.10 12の練習曲第4番 嬰ハ短調」の冒頭16小節（データカードダス版及びアニメでは中略、CDでは16小節全て演奏）を使用している。
「Have a Dream」
作曲 - 藤末樹 / 編曲 - 片山将太 / 歌 - さくや・かぐや from BEST FRIENDS!
他のフレンズ曲とは異なりダイヤモンドフレンズステージではなくソロ曲用のステージを模したものになっている。また、「導かれて」に登場した蓄音機と「偶然、必然」の後半ステージが登場している。
「セカイは廻る」
作曲・編曲 - Mitsu.J（Digz, Inc. Group） / 歌 - みお from BEST FRIENDS!
「あるがまま」
作曲・編曲 - Maozon、YUKI FUNAKOSHI（Digz, Inc. Group） / アリシア from BEST FRIENDS!（大西沙織）
「硝子ドール」（かがやきのジュエル3弾 - ）
作詞 - こだまさおり / 作曲・編曲 - 帆足圭吾（MONACA） / 歌 - もえ・すなお from STAR☆ANIS

#### セクシー
「Girls be ambitious!」
作曲・編曲 - SHOW（Digz, Inc. Group） / 歌 - 舞花 from BEST FRIENDS!（美山加恋）
「みつけようよ♪」
作曲・編曲 - Mitsu.J（Digz, Inc. Group） / 歌 - 舞花・エマ from BEST FRIENDS!［蝶乃舞花（美山加恋）、日向エマ（二ノ宮ゆい）］
「Be Star」
作曲・編曲 - Maozon、YUKI FUNAKOSHI（Digz, Inc. Group） / ひびき from BEST FRIENDS!（日笠陽子）

#### ポップ
「アイデンティティ」
作曲・編曲 - Coffee Creamers（Digz, Inc. Group） / 歌 - ミライ from BEST FRIENDS!（通常版）、ミライ・あいね from BEST FRIENDS!（ハロウィンver.）
「個×個（きみかけるわたし）」
作曲 - 藤末樹 / 編曲 - 片山将太 / 歌 - 舞花・エマ from BEST FRIENDS!
「おけまる」
作曲 - YUMIKO、藤末樹 / 編曲 - 藤末樹 / エマ from BEST FRIENDS!
「Niceなto meet you!」
作曲・編曲 - SHOW（Digz, Inc. Group） / ミライ from BEST FRIENDS!
「笑顔のSuncatcher」（かがやきのジュエル3弾 - ）
作詞 - 只野菜摘 / 作曲・編曲 - 永谷喬夫 / 歌 - りすこ・もな from STAR☆ANIS

#### キュート&クール
「アイカツフレンズ！」
作曲 - 藤末樹 / 編曲 - Mitsu.J（Digz, Inc. Group） / 歌 - あいね・みお from BEST FRIENDS!
「みんなみんな！」
作曲 - 石田秀登 / 編曲 - Mitsu.J（Digz, Inc. Group） / 歌 - あいね・みお from BEST FRIENDS!
「そこにしかないもの」
作曲・編曲 - Mitsu.J（Digz, Inc. Group） / 歌 - あいね・みお from BEST FRIENDS!
「ひとりじゃない！」
作曲・編曲 - SHOW（Digz, Inc. Group） / あいね・みお from BEST FRIENDS!
「フレンド」（かがやきのジュエル3弾 - ）
作詞 - やまだ麻美 / 作曲 - 山崎佳祐 / 編曲 - 南田健吾 / 歌 - ふうり・わか from STAR☆ANIS

#### クール&セクシー
「新たなるステージへ」（かがやきのジュエル3弾 - ）
作曲・編曲 - Maozon、YUKI FUNAKOSHI（Digz, Inc. Group） / 歌 - ひびき・アリシア from BEST FRIENDS!

#### イベント限定楽曲
「アニマルカーニバル ～ゆず&リリィVer.～」（第1期2弾 ハニーキャットトライアル、第1期3弾 みんな友だち！アイカツ！フェス）
作詞 - 秋浦智裕 / 作曲 - 中野領太 / 編曲 - 成瀬裕介（onetrap） / 歌 - かな・ななせ from AIKATSU☆STARS!
「おねがいメリー ～きらら&あこVer.～」（第1期2弾 ハニーキャットトライアル、第1期3弾 みんな友だち！アイカツ！フェス）
作詞 - 林奈津美 / 作曲 - 秋浦智裕 / 編曲 - 成瀬裕介（onetrap） / 歌 - みほ・みき from AIKATSU☆STARS!
「We wish you a merry Christmas BEST FRIENDS! Ver.」（第1期5弾 アイカツ！クリスマスドレスキャンペーン）
作詞 - こだまさおり / 作曲・編曲 - 岡部啓一（MONACA） / 原曲 - イギリス民謡 / 歌 - あいね・みお・舞花・エマ from BEST FRIENDS!
「いっしょにA・I・K・A・T・S・U!」（第1期5弾 ハロー♪ココちゃん！、第1期6弾 フレンズマーチングドレスキャンペーン）
作曲・編曲 - Coffee Creamers（Digz, Inc. Group） / 歌 - ココ（諸星すみれ）（5弾）、あいね・みお・舞花・エマ from BEST FRIENDS!（6弾）
他の楽曲とは異なり全タイプのドレスに対応。

## テレビアニメ
2018年4月5日から2019年9月26日までテレビ東京系列にて放送された。キャッチコピーは「行こう、一緒に！ 目指せ、ダイヤモンドフレンズ!!」。
本編は過去のシリーズ同様、通常シーンが2D絵、ライブパートは3DCGでの描写となっている。また、各話冒頭であいねとみおによるオープニングナレーションが入る。
放送に先駆け、シリーズの歴代主人公が登場するアニメーションPV「アイカツ！シリーズ バトンタッチPV」が2月4日に公式YouTubeチャンネルで公開された。
2019年1月28日、新シリーズ『アイカツフレンズ！〜かがやきのジュエル〜』が4月にスタートすることが発表された。また3月7日と14日には「アイカツ！」シリーズの公式YouTubeチャンネル・アイチューブにて、新シリーズの発表番組を配信。

### スタッフ
- 企画・原作 - BN Pictures[3]
- 原案 - バンダイ[3]
- 監督 - 五十嵐達也[3]
- スーパーバイザー - 木村隆一[3]
- シリーズ構成 - 柿原優子[3]
- キャラクターデザイン - 渡部里美[3]
- デザインワークス - 森田岳士、石川佳代子、宮谷里沙
- 美術監督 - 田尻健一
- 色彩設計 - 大塚眞純
- 撮影監督 - 大神洋一
- CGプロデューサー - 井上喜一郎
- 編集 - 坂本久美子
- 音響監督 - 菊田浩巳[3]
- 音楽 - DIGZ MOTION SOUNDS[3]
- 音楽プロデューサー - 鈴木雄貴、臼倉竜太郎
- 音楽制作 - サンライズミュージック（旧サンライズ音楽出版）、ランティス
- プロデューサー - 細谷伸之（第1話 - 第54話）→福田浩平（第55話以降）、嵯峨隼人（第1話 - 第63話） →荒木めぐみ（第64話以降）、伊藤貴憲
- 製作 - テレビ東京、電通、BN Pictures

### 主題歌
オープニング、エンディングともに歌詞テロップの色がメインボーカルのパートによって分けられている。EDアニメーションはシーズン1に限り、全編3DCGとなっている。
オープニングテーマ
第1期
「ありがと⇄大丈夫」（第1話 - 第25話）
作詞 - 松原さらり（onetrap） / 作曲 - 片山将太、藤末樹 / 編曲 - Mitsu.J（Digz, Inc. Group） / 歌 - あいね・みお from BEST FRIENDS!［友希あいね（松永あかね）、湊みお（木戸衣吹）］
歌 - あいね from BEST FRIENDS!（第4、6、9、15、34、38、45話挿入歌）
「そこにしかないもの」（第26話 - 第50話）
作詞 - 松原さらり（onetrap） / 作曲・編曲 - Mitsu.J（Digz, Inc. Group） / 歌 - あいね・みお from BEST FRIENDS!（第42話挿入歌）
第2期
「ひとりじゃない!」（第51話 - 第76話）
作詞 - 松原さらり（onetrap） / 作曲・編曲 - SHOW（Digz, Inc. Group） / 歌 - あいね・みお・舞花・エマ from BEST FRIENDS!［友希あいね（松永あかね）、湊みお（木戸衣吹）、蝶乃舞花（美山加恋）、日向エマ（二ノ宮ゆい）］（第76話挿入歌）
歌 - あいね・みお from BEST FRIENDS!（第68、75話挿入歌）
エンディングテーマ
第1期
「Believe it」（第1話 - 第25話）
作詞 - 松原さらり（onetrap） / 作曲 - Coffee Creamers（Digz, Inc. Group） / 編曲 - SHOW（Digz, Inc. Group） / 歌 - カレン・ミライ from BEST FRIENDS!［神城カレン（田所あずさ）、明日香ミライ（大橋彩香）］（第2、5、28、40話挿入歌）
「プライド」（第26話 - 第50話）
作詞 - 松原さらり（onetrap） / 作曲 - 片山将太、藤末樹 / 編曲 - 片山将太 / 歌 - カレン・ミライ from BEST FRIENDS!（第41、49、72、74話挿入歌）
第2期
「Be Star」（第51話 - 第75話）
作詞 - 松原さらり（onetrap） / 作曲・編曲 - Maozon、YUKI FUNAKOSHI（Digz, Inc. Group） / 歌 - ひびき from BEST FRIENDS!（日笠陽子）（第51、56、60話挿入歌）
「アイカツフレンズ！」（第76話）
作詞 - 松原さらり（onetrap） / 作曲 - 藤末樹 / 編曲 - Mitsu.J（Digz, Inc. Group） / 歌 - あいね・みお from BEST FRIENDS!（第76話挿入歌）

### 挿入歌
ステージ曲
「アイカツフレンズ！」（第1、5、11、21、31、50、53、58話）
作詞 - 松原さらり（onetrap） / 作曲 - 藤末樹 / 編曲 - Mitsu.J（Digz, Inc. Group） / 歌 - あいね・みお from BEST FRIENDS!（第1、11、21、31、53、58話）
歌 - あいね from BEST FRIENDS!（第5話）
歌 - あいね・みお・舞花・エマ from BEST FRIENDS!（第50話）
「6cm上の景色」（第3、8、12、25、36、44話）
作詞 - 松原さらり（onetrap） / 作曲・編曲 - Mitsu.J（Digz, Inc. Group） / 歌 - みお from BEST FRIENDS!（第3、8、12、25、36、44話）
「アイデンティティ」（第7、24、29、38話）
作詞 - 松原さらり（onetrap） / 作曲・編曲 - Coffee Creamers（Digz, Inc. Group） / 歌 - ミライ from BEST FRIENDS!（第7、24、38話）
歌 - あいね・ミライ from BEST FRIENDS!（第29話）
「Girls be ambitious!」（第10、14、23、38話）
作詞 - 松原さらり（onetrap） / 作曲・編曲 - SHOW（Digz, Inc. Group） / 歌 - 舞花 from BEST FRIENDS!（第10、14、23話）
「愛で溢れている」（第13、24、38話）
作詞 - 松原さらり（onetrap） / 作曲・編曲 - Mitsu.J（Digz, Inc. Group） / 歌 - カレン from BEST FRIENDS!（第13、24、38話）
「個×個（きみ×わたし）」（第14、18話）
作詞 - 松原さらり（onetrap） / 作曲 - 藤末樹 / 編曲 - 片山将太 / 歌 - 舞花・エマ from BEST FRIENDS!（第14、18話）
「みんなみんな！」（第16、19、26、33、39、66話）
作詞 - 松原さらり（onetrap） / 作曲 - 石田秀登 / 編曲 - Mitsu.J（Digz, Inc. Group） / 歌 - あいね・みお from BEST FRIENDS!（第16、19、26、33、39話）
歌 - みお・わかば from BEST FRIENDS!［湊みお（木戸衣吹）、春風わかば（逢来りん）］（第66話）
「導かれて」（第17、22、35、38話）
作詞 - 松原さらり（onetrap） / 作曲 - 片山将太、藤末樹 / 編曲 - 片山将太 / 歌 - さくや from BEST FRIENDS!（陶山恵実里）（第17、22、35、38話）
「おけまる」（第20、23、38話）
作詞 - 松原さらり（onetrap） / 作曲 - YUMIKO、藤末樹 / 編曲 - 藤末樹 / エマ from BEST FRIENDS!（第20、23、38話）
「絆 ～シンクロハーモニー～」（第27、40話）
作詞 - 松原さらり（onetrap） / 作曲 - 藤末樹 / 編曲 - 片山将太 / 歌 - さくや・かぐや from BEST FRIENDS! ［白百合さくや（陶山恵実里）、白百合かぐや（桑原由気）］（第27、40話）
「偶然、必然。」（第30、35、38話）
作詞 - 松原さらり（onetrap） / 作曲 - 片山将太、藤末樹 / 編曲 - 片山将太 / 歌 - かぐや from BEST FRIENDS!（第30、35、38話）
「みつけようよ♪」（第32、39、48、55、64、73話）
作詞 - 松原さらり（onetrap） / 作曲・編曲 - Mitsu.J（Digz, Inc. Group） / 歌 - 舞花・エマ from BEST FRIENDS!（第32、39、48、55、64、73話）
「We wish you a merry Christmas BEST FRIENDS! Ver.」（第37話）
作詞 - こだまさおり / 作曲・編曲 - 岡部啓一（MONACA） / 歌 - あいね・みお・舞花・エマ from BEST FRIENDS!（第37話）
「いっしょにA・I・K・A・T・S・U!」（第38、43、47話）
作詞 - 松原さらり（onetrap） / 作曲・編曲 - Coffee Creamers（Digz, Inc. Group） / 歌 - ココ（諸星すみれ）（第38話）
歌 - あいね・みお from BEST FRIENDS!（第43、47話）
「Have a Dream」（第46、62、71、73話）
作詞 - 松原さらり（onetrap） / 作曲 - 藤末樹 / 編曲 - 片山将太 / 歌 - さくや・かぐや from BEST FRIENDS! （第46、62、71、73話）
「セカイは廻る」（第52、55話）
作詞 - 松原さらり（onetrap） / 作曲・編曲 - Mitsu.J（Digz, Inc. Group） / 歌 - みお from BEST FRIENDS!（第52、55話）
「窓-ココロ-ひらこう」（第54、57話）
作詞 - 松原さらり（onetrap） / 作曲 - 藤末樹、松田純一 / 編曲 - 松田純一 / 歌 - あいね from BEST FRIENDS!（第54、57話）
「Niceなto meet you!」（第59、62話）
作詞 - 松原さらり（onetrap） / 作曲・編曲 - SHOW（Digz, Inc. Group） / 歌 - ミライ from BEST FRIENDS!（第59、62話）
「あるがまま」（第61、65話）
作詞 - 松原さらり（onetrap） / 作曲・編曲 - Maozon、YUKI FUNAKOSHI（Digz, Inc. Group） / 歌 - アリシア from BEST FRIENDS!（大西沙織）（第61、65話）
「強く優しく美しく」（第63、64話）
作詞 - 松原さらり（onetrap） / 作曲・編曲 - Koshin / 歌 - カレン from BEST FRIENDS!（第63、64話）
「この世界はすばらしい」（第67、69、73話）
作詞 - 松原さらり（onetrap） / 作曲 - 藤末樹 / 編曲 - 片山将太 / 歌 - わかば from BEST FRIENDS! （第67、69、73話）
「新たなるステージへ」（第70、74話）
作詞 - 松原さらり（onetrap） / 作曲・編曲 - Maozon、YUKI FUNAKOSHI（Digz, Inc. Group） / 歌 - ひびき・アリシア from BEST FRIENDS!（第70、74話）
その他
「マカロン音頭」（第8、38話）
歌 - みお from BEST FRIENDS!（第8、38話）

### 各話リスト
番組終了時のエンディングコーナーは前作の第26話より導入された「ピックアップコーデ」をそのまま引き継いでおり、今作ではココによる解説が追加されている。第34話から第38話まではブランド名ないしはユニット名表記が無くなっていた。第2期よりリニューアルしデータカードダス「アイカツ！」筐体をモチーフした絵になっている。
| 話数   | サブタイトル                         | 脚本       | 絵コンテ              | 演出            | 作画監督                            | ピックアップコーデ／紹介キャラ                             | 放送日         |
| 第1期  | 第1期                                | 第1期      | 第1期                 | 第1期           | 第1期                               | 第1期                                                      | 第1期          |
| ------ | ------------------------------------ | ---------- | --------------------- | --------------- | ----------------------------------- | ---------------------------------------------------------- | -------------- |
| 第1話  | ハロー フレンズ！                    | 柿原優子   | 五十嵐達也            | 藤井康晶        | 宮谷里沙                            | ピンクリンクコーデ あいね・みお・ココ                      | 2018年 4月5日  |
| 第2話  | 無敵のラブミーティア☆                | 千葉美鈴   | 久行宏和 五十嵐達也   | 橋本能理子      | 高橋晃                              | ダイヤモンドエンジェルコーデ あいね・ココ                  | 4月12日        |
| 第3話  | ビビっとインスピレーション           | 久尾歩     | 布施木一喜 五十嵐達也 | 山本恵          | 橋口隼人 吉田和香子                 | ネオコンビネーションコーデ みお・ココ                      | 4月19日        |
| 第4話  | 憧れのマイブランド                   | 大知慶一郎 | 京極尚彦              | 倉富康平        | 板倉和弘 小川玖理周 大谷里恵        | リトルシャルマンコーデ あいね・ココ                        | 4月26日        |
| 第5話  | 蝶のように 舞花！                    | 野村祐一   | 青木康直              | 徳本善信        | 大川貴大 中島里恵                   | ダイヤモンドフューチャーコーデ みお・ココ                  | 5月3日         |
| 第6話  | 日向エマージェンシー!?               | 大知慶一郎 | 藤澤俊幸              | 山地光人        | 高橋晃                              | リトルシャルマンコーデ あいね・ココ                        | 5月10日        |
| 第7話  | ミライへ続く道★                      | 千葉美鈴   | 米田光宏              | 米田光宏        | 渡辺舞 西島加奈                     | バニーパレードコーデ ミライ・ココ                          | 5月17日        |
| 第8話  | みおのCM大作戦！                     | 久尾歩     | 布施木一喜 五十嵐達也 | 京極尚彦        | 竹森由加 橋口隼人                   | ネオコンビネーションコーデ みお・ココ                      | 5月24日        |
| 第9話  | 勇気のメロディ♪                      | 柿原優子   | 佐山聖子              | 藤井康晶        | 三橋桜子                            | スウィートフレーズコーデ あいね・ココ                      | 5月31日        |
| 第10話 | プリティー☆セクシー★ハニーキャット！ | 野村祐一   | イムガヒ              | イムガヒ        | 高橋晃                              | ワンナイトミラージュコーデ 舞花・ココ                      | 6月7日         |
| 第11話 | 告白はドラマチック！                 | 大知慶一郎 | 田頭真理恵            | 山本恵          | 宮谷里沙 中島里恵                   | ピンクパートナーコーデ あいね・みお・ココ                  | 6月14日        |
| 第12話 | トマト、どーんとコイ☆                | 守護このみ | 藤澤俊幸              | 関田修 倉富康平 | 山村俊了 野崎麗子 白石悟            | ネオコンビネーションコーデ みお・ココ                      | 6月21日        |
| 第13話 | How to カレンさん                    | 千葉美鈴   | 中島大輔              | 中島大輔        | 小川玖理周 石田智子                 | ブーケ・ド・フルールコーデ カレン・ココ                    | 6月28日        |
| 第14話 | ゴーゴーフレンズ！                   | 久尾歩     | 青木康直              | 倉富康平        | 高橋晃                              | プリティキティコーデ 舞花・エマ・ココ                      | 7月5日         |
| 第15話 | アイチューブ☆シンデレラ              | 大知慶一郎 | 久行宏和              | 鈴木萌          | 大川貴大 秋津達哉                   | スウィートフレーズコーデ あいね・ココ                      | 7月19日        |
| 第16話 | みお、勇者になる                     | 柿原優子   | 佐山聖子              | 徳本善信        | 竹森由加 西島加奈                   | ブルームパレットコーデ あいね・みお・ココ                  | 7月26日        |
| 第17話 | 運命の出会いは月の導き               | 野村祐一   | 米田光宏              | 米田光宏        | 三橋桜子 小川玖理周                 | ノクターンナイトコーデ さくや・ココ                        | 8月2日         |
| 第18話 | わずかなチャンスさえも               | 久尾歩     | 藤澤俊幸              | 山地光人        | 高橋晃                              | スパイシーキティコーデ 舞花・ココ                          | 8月9日         |
| 第19話 | 届け！トモダチカラ                   | 千葉美鈴   | 久行宏和              | 藤井康晶        | 橋口隼人                            | アクアパレットコーデ みお・ココ                            | 8月16日        |
| 第20話 | ラクロスorフレンズ！                 | 大知慶一郎 | 大地瞬                | 蓮井隆弘        | 石川恵理 渡辺健一 宮谷里沙          | シェイキンパーティーコーデ エマ・ココ                      | 8月23日        |
| 第21話 | 広がるハーモニー♪                    | 柿原優子   | 山本恵                | 山本恵          | 山村俊了 中島里恵                   | ブルームパレットコーデ あいね・ココ                        | 8月30日        |
| 第22話 | 満月の予感                           | 守護このみ | 下田正美              | 倉富康平        | 高橋晃                              | ノクターンナイトコーデ さくや・ココ                        | 9月6日         |
| 第23話 | 叫ぶ、瞬間                           | 京極尚彦   | 京極尚彦              | 京極尚彦        | 秋津達哉                            | ワンナイトミラージュコーデ 舞花・ココ                      | 9月13日        |
| 第24話 | ライバルはフレンズ！                 | 久尾歩     | 青木康直              | 鈴木萌          | 竹森由加 大川貴大                   | バニーパレードコーデ ミライ・ココ                          | 9月20日        |
| 第25話 | ラブミーティアをこえろ！             | 野村祐一   | 久行宏和              | 徳本善信        | 三橋桜子                            | ネオコンビネーションコーデ みお・ココ                      | 9月27日        |
| 第26話 | フレンズ集合♪アイカツの秋☆           | 大知慶一郎 | 山地光人              | 山地光人        | 高橋晃                              | ブリリアントマチネコーデ あいね・みお・ココ                | 10月4日        |
| 第27話 | フルムーンの輝き                     | 大知慶一郎 | イムガヒ              | イムガヒ        | 橋口隼人 石川恵理 渡辺健一          | ブランプリュムコーデ さくや・かぐや・ココ                  | 10月11日       |
| 第28話 | ひとりでもフレンズ                   | 柿原優子   | 佐山聖子              | 蓮井隆弘        | 中島里恵 小川玖理周                 | ダイヤモンドエンジェルコーデ カレン・ミライ・ココ          | 10月18日       |
| 第29話 | あいねのハロウィンパニック！         | 守護このみ | 大地瞬                | 倉富康平        | 前田義宏 山村俊了 小川玖理周        | トリートホリックコーデ あいね・ミライ・ココ                | 10月25日       |
| 第30話 | アフレコチャレンジ★みお              | 久尾歩     | 久行宏和              | 鈴木萌          | 高橋晃                              | ブライトムーンライトコーデ かぐや・ココ                    | 11月1日        |
| 第31話 | 伝説の101番勝負！                    | 柿原優子   | 馬引圭                | 徳本善信        | 岩崎成希 秋津達哉                   | ブルームパレットコーデ あいね・みお・ココ                  | 11月8日        |
| 第32話 | ドキドキ☆冒険カレン島！              | 大知慶一郎 | 青木康直              | 山地光人        | 竹森由加 宮谷里沙                   | ロゼヒロイックコーデ 舞花・エマ・ココ                      | 11月15日       |
| 第33話 | ドッカ～ン★冒険カザン島！            | 野村祐一   | 山本恵                | 山本恵          | 三橋桜子                            | ハッピーレボリューションコーデ みお・あいね・ココ          | 11月22日       |
| 第34話 | みんなにハピネス♪                    | 成田良美   | 佐山聖子              | 倉富康平        | 高橋晃                              | アートレボリューションコーデ みお・ココ                    | 11月29日       |
| 第35話 | トレジャーハンター注意報！           | 久尾歩     | 久行宏和              | 鈴木萌          | しんぼたくろう                      | ラブデスティニーコーデ カレン・ココ                        | 12月6日        |
| 第36話 | 波乱のランウェイ！                   | 守護このみ | 安藤尚也              | 蓮井隆弘        | 橋口隼人 小川玖理周                 | ロゼチアフルコーデ 舞花・ココ                              | 12月13日       |
| 第37話 | メリーフレンズクリスマス             | 大知慶一郎 | 木村隆一              | 倉富康平        | 谷口繁則 大庭小枝 毛応星            | ハッピーレボリューションコーデ あいね・ココ                | 12月20日       |
| 第38話 | ココだよ！アイカツ歌合戦             | 柿原優子   | 下田正美 五十嵐達也   | 山地光人        | 高橋晃                              | ダイヤモンドウィッシュ/ドリームコーデ カレン・ミライ・ココ | 12月27日       |
| 第39話 | 開幕！ダイヤモンドフレンズカップ     | 久尾歩     | イムガヒ              | イムガヒ        | 竹森由加 中島里恵                   | アートレボリューションコーデ みお・あいね・ココ            | 2019年 1月10日 |
| 第40話 | Believe it                           | 大知慶一郎 | 久行宏和              | 山本恵          | 岩崎成希 秋津達哉                   | ソウルデスティニーコーデ カレン・ミライ・ココ              | 1月17日        |
| 第41話 | ラブミーゾーンを解き放て！           | 野村祐一   | 青木康直              | 倉富康平        | 高橋晃                              | ラブデスティニーコーデ カレン・ミライ・ココ                | 1月24日        |
| 第42話 | トモダチカラのキセキ                 | 柿原優子   | 佐山聖子              | 徳本善信        | 三橋桜子                            | ハッピーレボリューションコーデ みお・あいね・ココ          | 1月31日        |
| 第43話 | ありがとうの景色                     | 守護このみ | 大島克也              | 大島克也        | しんぼたくろう                      | ダイヤモンドドリームコーデ あいね・みお・ココ              | 2月7日         |
| 第44話 | チョコっとミントな告白               | 成田良美   | 安藤尚也              | 蓮井隆弘        | 渡辺健一 石川恵理 橋口隼人          | マルチスペクトルコーデ みお・ココ                          | 2月14日        |
| 第45話 | 友達はパパラッチ!?                   | 久尾歩     | 久行宏和              | 進藤陽平        | 高橋晃                              | ハピネスギフトコーデ あいね・ココ                          | 2月21日        |
| 第46話 | 月から来たプリンセス                 | 大知慶一郎 | 山地光人              | 山地光人        | 大庭小枝 前原薫 石川恵理 渡邉健一   | ナイトドリームファンタジーコーデ かぐや・さくや・ココ      | 2月28日        |
| 第47話 | アイドルのココろえ★                  | 野村祐一   | 藤井康晶              | 山本恵          | 竹森由加 小川玖理周                 | ダイヤモンドウィッシュコーデ みお・あいね・ココ            | 3月7日         |
| 第48話 | キャットたちのハニーなお仕事         | 成田良美   | イムガヒ              | イムガヒ        | 藤澤志織 中島里恵                   | ロゼヒロイックコーデ 舞花・エマ・ココ                      | 3月14日        |
| 第49話 | 伝説の最終章                         | 久尾歩     | 久行宏和              | 倉富康平        | 高橋晃                              | ラブデスティニーコーデ カレン・ミライ・ココ                | 3月21日        |
| 第50話 | そこにしかない未来                   | 大知慶一郎 | 青木康直              | 徳本善信        | 石川恵理 渡辺健一 岩崎成希 三橋桜子 | ヘヴンリールビーコーデ あいね・みお・ココ                  | 3月28日        |
| 第2期  |                                      |            |                       |                 |                                     |                                                            |                |
| 第51話 | 宇宙から来たアイドル                 | 柿原優子   | 佐藤照雄              | 佐藤照雄        | 秋津達哉                            | ヘヴンリールビーコーデ あいね・ココ                        | 4月4日         |
| 第52話 | かがやきの原石                       | 成田良美   | 藤井康晶              | 蓮井隆弘        | しんぼたくろう                      | マテリアルサファイアコーデ みお・ココ                      | 4月11日        |
| 第53話 | ひびきのショータイム！               | 久尾歩     | 山地光人              | 山地光人        | 高橋晃                              | ピンクリンクコーデ あいね・みお                            | 4月18日        |
| 第54話 | かがやけ！あたしの色！               | 千葉美鈴   | 久行宏和              | 山本恵          | 竹森由加 橋口隼人                   | ダイヤモンドメロディコーデ あいね・ココ                    | 4月25日        |
| 第55話 | シャッフル！？フレンズ！             | 大知慶一郎 | 倉富康平              | 倉富康平        | 志賀祐香 三橋妙子                   | マテリアルサファイアコーデ 舞花・エマ                      | 5月2日         |
| 第56話 | 君だってMy Star                      | 野村祐一   | イムガヒ              | 進藤陽平        | 小川玖理周 渡辺健一 石川恵理 前原薫 | ヘヴンリールビーコーデ カレン・ミライ                      | 5月9日         |
| 第57話 | GoGo☆ソルベット王国                  | 守護このみ | 藤井康晶              | 大川貴大        | 高橋晃                              | ダイヤモンドメロディコーデ みお・あいね                    | 5月16日        |
| 第58話 | 王女アリシア                         | 成田良美   | 大島克也              | 大島克也        | 中島里恵                            | ブルーリンクコーデ みお・あいね                            | 5月23日        |
| 第59話 | 合言葉はキスイダツカイア！           | 久尾歩     | 青木康直              | 倉富康平        | しんぼたくろう                      | ジョーカーガーネットコーデ ひびき・ミライ                  | 5月30日        |
| 第60話 | アイカツ！禁止令！？                 | 大知慶一郎 | 久行宏和              | 進藤陽平        | 竹森由加 岩崎成希                   | ヘヴンリールビーコーデ ひびき・あいね                      | 6月6日         |
| 第61話 | 心の扉をあけて                       | 野村祐一   | 馬引圭                | 大川貴大        | 高橋晃                              | グロリアエメラルドコーデ アリシア・あいね                  | 6月13日        |
| 第62話 | 友達かえる♪パーティー                | 千葉美鈴   | 山地光人              | 山地光人        | 橋口隼人 石川恵理 渡辺健一          | ジョーカーガーネットコーデ さくや・かぐや                  | 6月20日        |
| 第63話 | すべての道はアイカツに通ず！         | 久尾歩     | こだま兼嗣            | 倉富康平        | 小川玖理周 志賀祐香                 | アンジュアクアマリンコーデ カレン・ミライ                  | 6月27日        |
| 第64話 | ハニーキャットはギャラクシー☆        | 守護このみ | 佐藤照雄              | 進藤陽平        | 細田沙織 三橋妙子                   | アンジュアクアマリンコーデ 舞花・エマ                      | 7月4日         |
| 第65話 | ドキドキ♥フレンズデート              | 成田良美   | 田頭真理恵            | 大川貴大        | 高橋晃                              | グロリアエメラルドコーデ アリシア・ひびき                  | 7月11日        |
| 第66話 | わかば、まるっとやっちゃうぞ！       | 大知慶一郎 | 山本恵                | 山本恵          | 竹森由加 西島加奈                   | チェリーリンクコーデ わかば・あいね                        | 7月18日        |
| 第67話 | ミライから、未来へ                   | 千葉美鈴   | 青木康直              | 蓮井隆弘        | 中村沙由貴 中島里恵                 | ハミングトパーズコーデ ミライ・わかば                      | 7月25日        |
| 第68話 | ビュンビュン！激走カレン島！         | 野村祐一   | 馬引圭                | 倉富康平        | 志賀祐香                            | メロディダイヤモンドコーデ みお・あいね                    | 8月1日         |
| 第69話 | みんなでウミカツ！                   | 久尾歩     | イムガヒ              | 進藤陽平        | しんぼたくろう                      | ハミングトパーズコーデ わかば・かぐや                      | 8月8日         |
| 第70話 | 新たなるステージへ                   | 成田良美   | 佐藤照雄              | 大川貴大        | 志賀祐香 橋口隼人 西島加奈          | グロリアエメラルドコーデ ひびき・アリシア                  | 8月15日        |
| 第71話 | さくやの思い、かぐやの願い           | 大知慶一郎 | 山地光人              | 山地光人        | 細田沙織 三橋妙子                   | デイドリームファンタジーコーデ さくや・かぐや              | 8月22日        |
| 第72話 | LOVE ME TEAR                         | 千葉美鈴   | 藤井康晶              | 倉富康平        | 高橋晃                              | アンジュアクアマリンコーデ カレン・ミライ                  | 8月29日        |
| 第73話 | ジュエリングフェスティバル前夜祭     | 守護このみ | こだま兼嗣            | 中込健人        | 中村沙由貴 竹森由加                 | ハミングトパーズコーデ わかば・エマ                        | 9月5日         |
| 第74話 | 時を超えたステージ                   | 久尾歩     | 佐藤照雄              | 蓮井隆弘        | 中島里恵                            | ヘヴンリールビーコーデ アリシア・ひびき                    | 9月12日        |
| 第75話 | ひとりじゃない！                     | 柿原優子   | 五十嵐達也 大島克也   | 五十嵐達也      | 岩崎成希 小川玖理周 宮谷里沙        | ピュアシャイニングダイヤモンドコーデ あいね・みお          | 9月19日        |
| 第76話 | みんなみんな フレンズ！              | 大知慶一郎 | 青木康直              | 倉富康平        | 高橋晃                              | なし                                                       | 9月26日        |

### 放送局
| 放送期間 | 放送時間                                        | 放送局         | 対象地域       | 備考                      |
| --- | ----------------------------------------------- | -------------- | -------------- | ------------------------- |
| 2018年4月5日 - 2019年3月28日                                                                                                | 木曜 18:25 - 18:55                              | テレビ東京     | 関東広域圏     | 製作局                    |
| |                                                 | テレビ北海道   | 北海道         |                           |
| |                                                 | テレビ愛知     | 愛知県         |                           |
| |                                                 | テレビ大阪     | 大阪府         |                           |
| |                                                 | テレビせとうち | 岡山県・香川県 |                           |
| |                                                 | TVQ九州放送    | 福岡県         |                           |
| 2018年4月9日 - 2019年4月1日                                                                                                 | 月曜 17:00 - 17:29                              | BSテレ東       | 日本全域       | BS/BS4K放送               |
| 2018年4月12日 - 6月28日 2018年7月13日 - 2019年4月5日                                                                        | 木曜 21:30 - 22:00 金曜 0:00 - 0:30（木曜深夜） | AT-X           | 日本全域       | CS放送 / リピート放送あり |
| 2018年4月21日 - 2019年4月13日                                                                                               | 土曜 11:15 - 11:45                              | 新潟総合テレビ | 新潟県         | フジテレビ系列            |
| 2018年8月27日 - 2019年8月12日                                                                                               | 月曜 17:30 - 18:00                              | テレビ和歌山   | 和歌山県       | 独立局                    |
| テレビ東京系列（BSテレ東も含む）では字幕放送、テレビ東京系列6局のみ連動データ放送を実施。BSテレ東4Kはアップコンバート放送。 |                                                 |                |                |                           |

| 配信期間                                                           | 配信時間                        | 配信サイト                                      |
| ------------------------------------------------------------------ | ------------------------------- | ----------------------------------------------- |
| 2018年4月9日 - 7月9日 2018年7月19日 - 2019年3月28日                | 月曜 18:00 更新 木曜 19:00 更新 | あにてれ バンダイチャンネル GYAO! WONDER!SCHOOL |
| いずれも最新話は一週間無料。あにてれを除きバンダイチャンネル配給。 |                                 |                                                 |

| 放送期間 | 放送時間                     | 放送局            | 対象地域       | 備考                      |
| --- | ---------------------------- | ----------------- | -------------- | ------------------------- |
| 2019年4月4日 - 9月26日                                                                                                  | 木曜 18:25 - 18:55           | テレビ東京        | 関東広域圏     | 製作局                    |
| |                              | テレビ北海道      | 北海道         |                           |
| |                              | テレビ愛知        | 愛知県         |                           |
| |                              | テレビ大阪        | 大阪府         |                           |
| |                              | テレビせとうち    | 岡山県・香川県 |                           |
| |                              | TVQ九州放送       | 福岡県         |                           |
| 2019年4月8日 - 9月30日                                                                                                  | 月曜 17:00 - 17:29           | BSテレ東          | 日本全域       | BS/BS4K放送               |
| 2019年4月12日 - 10月4日                                                                                                 | 金曜 0:00 - 0:30（木曜深夜） | AT-X              | 日本全域       | CS放送 / リピート放送あり |
| 2019年4月20日 - 10月5日                                                                                                 | 土曜 11:15 - 11:45           | NST新潟総合テレビ | 新潟県         | フジテレビ系列            |
| 2019年8月19日 - 2020年2月10日                                                                                           | 月曜 17:30 - 18:00           | テレビ和歌山      | 和歌山県       | 独立局                    |
| BSテレ東を含むテレビ東京系列では字幕放送、テレビ東京系列6局のみ連動データ放送を実施。BSテレ東4Kはアップコンバート放送。 |                              |                   |                |                           |

| 配信期間                                                           | 配信時間        | 配信サイト                                |
| ------------------------------------------------------------------ | --------------- | ----------------------------------------- |
| 2019年4月4日 - 9月26日                                             | 木曜 19:00 更新 | あにてれ バンダイチャンネル WONDER!SCHOOL |
| いずれも最新話は一週間無料。あにてれを除きバンダイチャンネル配給。 |                 |                                           |

| 放送期間                              | 放送時間                                                                             | 放送局     | 対象地域 | 備考                  |
| ------------------------------------- | ------------------------------------------------------------------------------------ | ---------- | -------- | --------------------- |
| （第1期）2019年9月1日 - 2020年8月28日 | （第1期）日曜 19:30 - 20:00（日本時間） （第43話以降）日曜 23:00 - 23:30（日本時間） | MOMO親子台 | 台湾     | 『偶像學園Friends！』 |

### Blu-ray / DVD
| 巻   | 発売日        | 収録話          | 規格品番  | 規格品番  |
| 巻   | 発売日        | 収録話          | BD        | DVD       |
| ---- | ------------- | --------------- | --------- | --------- |
| BOX1 | 2018年10月4日 | 第1話 - 第13話  | BIXA-9006 |           |
| BOX2 | 2019年1月9日  | 第14話 - 第25話 | BIXA-9007 |           |
| BOX3 | 2019年4月2日  | 第26話 - 第38話 | BIXA-9008 |           |
| BOX4 | 2019年7月2日  | 第39話 - 第50話 | BIXA-9009 |           |
| 1    | 2018年9月4日  | 第1話 - 第3話   |           | BIBA-3301 |
| 2    | 2018年10月2日 | 第4話 - 第9話   | BIBA-3302 |           |
| 3    | 2018年12月4日 | 第10話 - 第15話 | BIBA-3303 |           |
| 4    | 2019年1月9日  | 第16話 - 第21話 | BIBA-3304 |           |
| 5    | 2019年3月2日  | 第22話 - 第27話 | BIBA-3305 |           |
| 6    | 2019年4月2日  | 第28話 - 第33話 | BIBA-3306 |           |
| 7    | 2019年6月4日  | 第34話 - 第39話 | BIBA-3307 |           |
| 8    | 2019年7月2日  | 第40話 - 第45話 | BIBA-3308 |           |
| 9    | 2019年8月2日  | 第46話 - 第50話 | BIBA-3309 |           |

| 巻   | 発売日        | 収録話          | 規格品番  | 規格品番  |
| 巻   | 発売日        | 収録話          | BD        | DVD       |
| ---- | ------------- | --------------- | --------- | --------- |
| BOX5 | 2019年10月2日 | 第51話 - 第63話 | BIXA-9055 |           |
| BOX6 | 2020年1月8日  | 第64話 - 第76話 | BIXA-9056 |           |
| 10   | 2019年9月3日  | 第51話 - 第56話 |           | BIBA-3310 |
| 11   | 2019年10月2日 | 第57話 - 第62話 | BIBA-3311 |           |
| 12   | 2019年12月3日 | 第63話 - 第68話 | BIBA-3312 |           |
| 13   | 2020年1月8日  | 第69話 - 第74話 | BIBA-3313 |           |
| 14   | 2020年2月4日  | 第75話 - 第76話 | BIBA-3314 |           |

| テレビ東京系列 木曜 18:25 - 18:55                  | テレビ東京系列 木曜 18:25 - 18:55 | テレビ東京系列 木曜 18:25 - 18:55 |
| 前番組                                             | 番組名 | 次番組 |
| -------------------------------------------------- | --- | --- |
| アイカツスターズ! （2016年4月7日 - 2018年3月29日） | アイカツフレンズ！ （2018年4月5日 - 2019年3月28日） ↓ アイカツフレンズ！ 〜かがやきのジュエル〜 【ここまでアニメ枠】 （2019年4月4日 - 9月26日） | 超かわいい映像連発!どうぶつピース!! 【ここからバラエティ番組】 【金曜18:55 - 19:56枠より移設】 （2019年10月17日 - 2022年3月31日） ※18:25 - 19:56 |

## 日本国外での展開
2019年3月より、台湾・中国・香港のアジア各国でTVアニメとデータカードダス版の両シリーズが展開されている。第2のタイトルシリーズである『アイカツスターズ!』ではTVアニメが放送されたもののデータカードダス版の展開はされず、実に1作品越して国外で展開されることとなった。

### 国内版仕様との違い
- 21.5インチの横長液晶を搭載したデータカードダスNEO（シンプルタイプ）での稼働となる[25]。
- カードの払い出しは印刷機方式ではなく箔押しデザインのものを採用。また、ゲーム前に筐体からカードが排出されるため、グレードチェンジやカードメイクなどは無い[25]。
- データの記録にICカードを使用（400回記録可能[25]）。
- カードスキャンは二次元コードではなく上のバーコードを使用[25]。
- 国内で稼働されているものとは進行度が異なる [注 25]。
- ロマンスドレス・ドリームドレス・星座ドレスのフィーバー＆アピール、FEVER!ドレスアピール、エールブレススキャンなど、前作『アイカツ！』の演出や機能を引き継いでいるものが多い[25]。

### 台湾
『偶像學園Friends!』のタイトルで2019年3月中旬よりデータカードダス版の稼働を開始。これに先行し、2019年1月5日に台湾新北市にある中和環球購物中心にて本作の制作発表会が開催され、フリープレイを同時に実施した。イベントステージにはゲストとしてAKB48 Team TPのメンバーが召集された。
2020年8月の第4弾をもって稼動終了、アイカツシリーズ海外版の展開も終了。

### 中国
『偶活学园Friends!』のタイトルで2019年3月中旬よりデータカードダス版の稼働を開始。
2019年9月の第2弾をもって更新停止。

### 香港
『星夢學園Friends!』のタイトルで2019年3月中旬よりデータカードダス版の稼働を開始。仕様は台湾版ベースとなっている。前作『星夢學園』と同様に筐体からのカード払い出しは行わず、設置店舗においてブースターパック（1パック3枚入）を販売。この他日本版のプロモーションカードをベースにした独自のカードセットも展開している。
2020年8月の第4弾をもって稼動終了、アイカツシリーズ海外版の展開も終了。

## 関連番組

### Webラジオ
『ラジカツフレンズ！』が2018年4月25日より、YouTubeのアイカツ！公式チャンネル「アイチューブ」およびあにてれにて配信されており、毎週水曜18時更新。パーソナリティは松永あかね（友希あいね役）、二ノ宮ゆい（日向エマ役）。5回、6回の放送では木戸衣吹（湊みお役）が、25回、26回の放送では美山加恋（蝶乃舞花役）が、35回、36回の放送では陶山恵実里（白百合さくや役）と桑原由気（白百合かぐや役）が、42回、43回の放送では田所あずさ（神城カレン役）が、46回、47回の放送では大橋彩香（明日香ミライ役）がゲストとして登場した。51回の配信日より、新パーソナリティとして逢来りん（春風わかば役）が加入した。

#### 主なコーナー
ともだち100万人できるかな？
あいねの口癖にちなんで作られたコーナーで、様々なものと友達になることを目指す。
私の友達、紹介します！
リスナーから寄せられた友達を紹介。
こんにちは！逢来りんです！
第2期より登場した逢来りんのことを紹介。

### Web番組
公式YouTubeチャンネルにて、キャラクターの「バーチャルアイチューバー"ナナ"」が『アイカツフレンズ！』の紹介を行っていた。